# برنامه هسته‌ای ایران

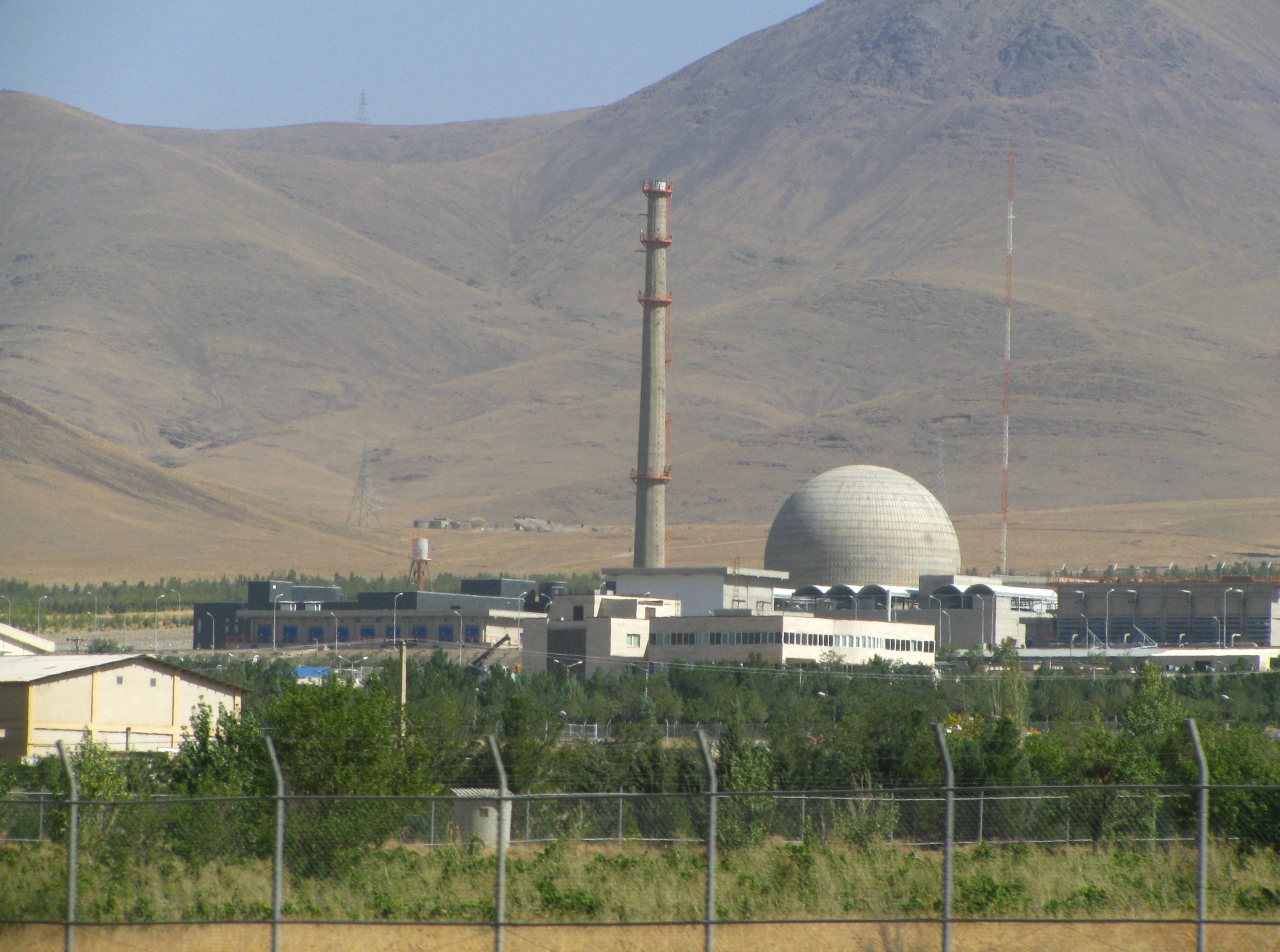
تاسیسات هسته‌ای اراک

برنامه هسته‌ای ایران که در سال ۱۳۲۹ آغاز شده بود در سال ۱۳۵۳ با تأسیس سازمان انرژی اتمی ایران و امضای قرارداد ساخت نیروگاه اتمی بوشهر شکل جدی به خود گرفت. ایران در سال ۱۳۳۷، به عضویت آژانس بین‌المللی انرژی اتمی درآمد و در سال ۱۳۴۷ پیمان منع گسترش سلاح‌های هسته‌ای (ان‌پی‌تی) را امضاء کرد و دو سال بعد آن را در مجلس شورای ملی به تصویب رساند.
در تاریخ ۲۰ بهمن ۱۳۸۱ محمد خاتمی، رئیس‌جمهور وقت ایران، خبر از تهیهٔ سوخت هسته‌ای توسط متخصصین ایرانی برای نیروگاه‌های هسته‌ای ایران داد و در فروردین ۱۳۸۵ محمود احمدی‌نژاد نیز اعلام کرد که ایران موفق به غنی‌سازی اورانیوم به میزان ۳٫۵ درصد شده است. در تاریخ ۲۶ بهمن ۱۳۹۰ ایران از ساخت میله سوخت هسته‌ای ۲۰ درصد غنی‌شده و بارگذاری آن در رآکتور تحقیقاتی ۵ مگاواتی تهران خبر داد.
ایران اکنون در سال ۲۰۲۵ چرخه سوخت هسته ای، دانش طراحی راکتور، دانش راهبری نیروگاه هسته ای و دستاوردهایی در زمینه داروهای هسته ای در اختیار دارد و به غنی سازی اورانیوم تا سطوح ۳.۵، ۵، ۲۰ و ۶۰ درصد (و تا ۸۴ درصد) در سالهای اخیر اقدام نموده است. تولید صفحات سوخت ۲۰ درصد برای راکتور تهران، تولید آب سنگین با کیفیت بالا، تولید انواع رادیوداروها، تولید برخی ایزوتوپهای پایدار، تولید حلّال های صنعتیِ هسته ای، طراحی راکتور، تولید سنجشگرها و حسگرهای پرتویی، تولید دستگاه شتاب دهنده خطی صنعتی و پزشکی و ساخت شبیه سازهای آموزشیِ تجهیزات نیروگاه هسته ای از شاخص ترین دستاوردهای اعلامی ایران در این زمینه است.
با انتشار اخبار پیاپی از فعالیت‌های هسته‌ای در ایران و پس از دامنه‌دار شدن اختلاف‌ها میان ایران و نهادهای بین‌المللی چون شورای امنیت سازمان ملل متحد که منجر به صدور چندین قطعنامه علیه برنامه هسته‌ای ایران و غنی‌سازی گردید. تحریم‌های وسیعی علیه ایران از طرف سازمان ملل، آمریکا، اتحادیه اروپا و سایر کشورهای جهان علیه ایران اجرا گردید، و همچنین ترور شخصیت‌های هسته‌ای دخیل در برنامه هسته‌ای ایران مانند اردشیر حسین پور، مسعود علی‌محمدی، مجید شهریاری، مصطفی احمدی روشن، داریوش رضایی‌نژاد و محسن فخری‌زاده انجام شدند.
ایران مدعی بود رویکرد تقابل با برنامه اتمی این کشور به نتیجه نمی‌رسد و کشورهای غربی باید توانایی اتمی ایران را بپذیرد. ایران تا به حال بخاطر تحریم‌های مرتبط با برنامه هسته‌ای خود متضرر هزینه‌های هنگفتی شده است. بنابر گفته رئیس سازمان انرژی اتمی ایران هزینه صرف شده برای برنامه هسته‌ای ایران هفت و نیم میلیارد دلار بوده است، در حالی که منابع دیگر این هزینه را نزدیک به ۵۰۰ میلیارد دلار تخمین می زنند. نهایتاً در سال‌های آغازین ریاست‌جمهوری حسن روحانی، با برجام پرونده سیزده سالهٔ هسته‌ای ایران در شورای امنیت بسته شد و برنامهٔ هسته‌ای ایران با به رسمیت شناختن حق غنی سازی ایران در مقداری معین و بتن ریزی در قلب راکتور تحقیقاتی اب سنگین اراک، به‌طور نسبی متوقف شد.
بنا بر گزارش آسوشیتدپرس، «رافائل گروسی» مدیرکل آژانس بین‌المللی انرژی اتمی در ۱۱ آبان ۱۴۰۰ دربارهٔ نظارت بر برنامه هسته‌ای ایران گفت: «ما در آسمانی به شدت ابری پرواز می‌کنیم. در حال پرواز هستیم و می‌توانیم در این مسیر ادامه دهیم اما نه برای دوره‌ای طولانی!»
در فروردین ۱۴۰۴، رئیس‌جمهور آمریکا دونالد ترامپ از مذاکرات بین آمریکا و ایران در مورد برنامه هسته‌ای ایران خبر داد. کاخ سفید اعلام کرد که ایران دو ماه فرصت دارد تا به توافق برسد؛ این مهلت دوماهه یک روز قبل از حملات اسرائیل به ایران پایان رسید. از ۲۳ خرداد ۱۴۰۴، نیروی هوایی اسرائیل به چندین نقطه در سراسر ایران حملاتی انجام داد. این حملات با نام رمز عملیات شیر برخاسته که توسط نیروهای دفاعی اسرائیل و موساد انجام شد، تأسیسات هسته‌ای، پایگاه‌های نظامی، مناطق مسکونی و منازل مقامات ارشد نظامی را هدف قرار داد. این عملیات موجب وارد آمدن خسارت به سایت‌های کلیدی هسته‌ای و کشته شدن چندین مقام ارشد سپاه پاسداران جمهوری اسلامی شد. همچنین حملاتی در مناطق مسکونی رخ داد که به گزارش دولت ایران و فعالان منجر به تلفات غیرنظامی شد. این حمله بزرگ‌ترین حمله به ایران از زمان جنگ ایران و عراق در دهه ۱۹۸۰ بود.

## تاریخچه

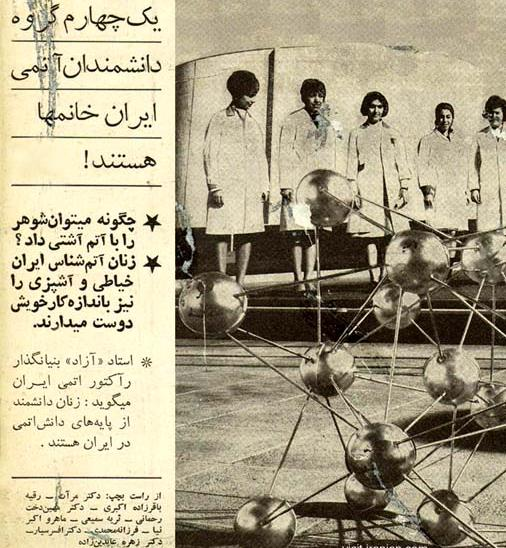
نمونه‌ای از تبلیغات رسانه‌ای دربارهٔ برنامه هسته‌ای ایران در دهه ۵۰ خورشیدی؛ این روزنامه به بیان نقش زنان در برنامه هسته‌ای ایران پرداخته است.

برنامه ایران در سال ۱۳۵۳ این بود که در عرض بیست سال، چرخه کامل سوخت را بومی کرده و بیست و سه هزار مگاوات برق را از طریق ۲۲ نیروگاه هسته‌ای تأمین نماید.
پس از آزمایش هسته‌ای هند در ماه مه ۱۹۷۴، شاه تصمیم گرفت که ایران باید توانایی تولید جنگ‌افزار هسته‌ای داشته باشد و با شرکت‌هایی نظیر فراماتوم از فرانسه، کرافت‌ورک یونیون از آلمان غربی و وستینگهاوس از ایالات متحده وارد مذاکره شد. در سال ۱۹۷۴، قراردادهایی با فرانسه، ایالات متحده و آلمان غربی برای رآکتور هسته‌ای امضا شد. ایالات متحده همزمان برنامهٔ اتم برای صلح را راه‌اندازی کرد و طی آن رآکتور هسته‌ای کوچکی که ساخت شرکت American Machine and Foundry بود برای اهداف تحقیقاتی به دانشگاه تهران تحویل داد و دانشگاه MIT پذیرفت که به دانشجویان ایرانی در زمینهٔ مهندسی هسته‌ای و فیزیک هسته‌ای آموزش دهد. طی قراردادهای امضا شده، فرانسه مقرر به تأمین ۵، آلمان غربی ۲ و آمریکا ۶ راکتور هسته‌ای برای ایران شدند. همچنین در سال ۱۹۷۴، فرانسه ضمانت داد تا اورانیوم غنی‌شده مورد نیاز راکتورهای هسته‌ای ایران را تأمین کند. ایران ۱۰ درصد از سهام اورودیف (شرکتی که در سال ۱۹۷۳ برای ساخت نیروگاه‌های اورانیوم غنی‌شدهٔ بزرگ با استفاده از پخش گاز تأسیس شده بود) که پیشتر متعلق به سوئد بود را در تریکاستین (Tricastin) خریداری کرد. سرمایهٔ اورودیف از بلژیک، فرانسه، ایتالیا و اسپانیا تأمین می‌شد. طی این قرارداد، اورودیف مقرر شد حدود ۲۷۰ تن اورانیوم غنی شده تا ۳٫۶۷ درصد (درصد مورد نیاز برای تولید برق) را برای ایران تأمین کند. همچنین، قراردادهای درازمدت برای تأمین سوخت هسته‌ای اورانیوم با فرانسه، آلمان غربی و ایالات متحده امضا شدند. قراردادهای همکاری‌های دوجانبهٔ هسته‌ای با بلژیک، کانادا، فرانسه، ایتالیا، ایالات متحده و آلمان غربی امضا شد. به گفتهٔ روزنامهٔ نیویورک تایمز، شاه ایران دنبال تکنولوژی هسته‌ای بود، نه فقط یک یا دو راکتور برای تولید برق، بلکه به دنبال تمامی دامنهٔ تجهیزات، تکنیک‌های علمی و دانش هسته‌ای مورد نیاز برای تحقق نقشه‌های محمدرضا پهلوی برای تبدیل کشورش به یک قدرت صنعتی مدرن بود و در همین راستا تعداد زیادی دانشجوی ایرانی نیز برای آموزش در تخصص‌های مختلف هسته‌ای به این کشورها اعزام کرد.
در سال ۱۹۷۶، شاه مذاکراتی با تعدادی از شرکت‌های آلمان غربی برای دریافت تکنولوژی‌های اورانیوم غنی‌شده و بازیافت پلوتونیم آغاز کرد. ایران همچنین در سال ۱۹۶۰، سلول‌های حرارتی برای جداسازی پلوتونیوم از عناصر سوخت مصرف‌شدهٔ راکتورها را از ایالات متحده دریافت کرد. ساخت ۲ نیروگاه هسته‌ای بزرگ توسط شرکت Kraftwerk Union AG (زیرمجموعهٔ شرکت زیمنس) آلمان غربی در اواسط دههٔ ۷۰ میلادی در ۶۰ کیلومتری بوشهر آغاز شد. شرکت فرانسوی نیز ساخت نیروگاه دیگری در شهر دارخوین نزدیکی اهواز بر عهده گرفت.
پس از به قدرت رسیدن سید روح‌الله خمینی، تمامی قراردادهای هسته‌ای و نظامی با دولت‌های اروپایی و آمریکا یا از جانب ایران یا از جانب شرکت‌های خارجی تحت فشار آمریکا و تحریم‌ها لغو شدند و تعداد زیادی از مهندسان هسته‌ای و نیروهای متخصص ایرانی از کشور خارج شدند. مدتی بعد دولت ایران به علت مسلح بودن آمریکا و اسرائیل به تسلیحات هسته‌ای از تصمیم خود منصرف شد و تصمیم گرفت تا مجدد به فناوری هسته‌ای دست پیدا کند. اما تلاش‌ها برای مذاکره با آلمان غربی و فرانسه بی‌فایده بود. به دلیل رد درخواست بازپرداخت هزینهٔ ساخت نیروگاه بوشهر از جانب آلمان غربی، جمهوری اسلامی تصمیم گرفت تا با شکایت آن‌ها را وادار به ادامهٔ ساخت نیروگاه هسته‌ای بوشهر کند اما با شروع جنگ ایران و عراق و بمباران نیروگاه بوشهر آلمان غربی از پروژه انصراف داد. ایران از شرکت ENACE آرژانتین (Empresa Nuclear Argentina de Centrales Eléctricas S. A) و چین درخواست همکاری و کمک فنی کرد که پروژهٔ آرژانتین به دلیل فشار آمریکا و عدم امکان انتقال پول لغو شد. چین و روسیه (به تعداد کمتر از چین به علت کمبود نیروی متخصص پس از فروپاشی شوروی) به صورت پنهانی مهندسان و دانشمندان هسته‌ای برای کار به ایران فرستادند. جمهوری اسلامی برای بومی‌سازی صنعت هسته‌ای در ایران بیش از ۱۷ هزار دانشجو و مهندس برای آموزش و تحصیل به کشورهای روسیه، چین، پاکستان و کره شمالی اعزام کرد و در چند مورد، مهندسانی از هند نیز برای آموزش مهندسان ایرانی وارد ایران شدند. همزمان مهندسان بسیار زیادی از روسیه، چین و کره شمالی برای آموزش بیشتر به مهندسان ایرانی به ایران دعوت شدند و پاکستان نیز شروع به تربیت و آموزش صدها دانشجو و متخصص ایرانی در زمینهٔ انرژی هسته‌ای کرد. ایران برای اتمام ساخت نیروگاه هسته‌ای بوشهر، با شرکت اتم‌استروی‌اکسپورت روسی وارد مذاکره شد با این تأکید که روسیه ساخت نیروگاه هسته‌ای را بر پایهٔ فناوری آلمان غربی ادامه دهد چرا که ایران چندین میلیارد دلار از پیش برای ساخت این نیروگاه هزینه کرده بود. آلمانی‌ها بعد از ترک پروژه، تعداد ۸۸ هزار قطعه با تعداد کمی مستندات در تأسیسات هسته‌ای بوشهر به جا گذاشته بودند که برای ادامهٔ پروژه کافی نبود. مهندسان روسی پس از بازدید از تأسیسات هسته‌ای بوشهر ادامهٔ کار را بر عهده گرفتند و در نهایت ۲۰۰۰ مهندس هسته‌ای روس برای کار به ایران دعوت شدند، ولی برای ادامهٔ ساخت این نیروگاه به چالش‌های زیادی برخورد کردند که یکی از آن‌ها، آب و هوای طاقت‌فرسای بوشهر بود که کار کردن در آن شرایط بسیار سخت بود. تا حدی که در قراردادی که آلمانی‌ها با ایران امضا کرده بودند، اجازهٔ استراحت در روزهایی که امکان کار تکنیسین‌ها و مهندسان فراهم نبود گرفته شده بود. روسیه همچنین برای ادامهٔ پروژه نیاز به توربین‌هایی داشت که ساخت شرکت توربواتم اوکراینی بودند و آمریکا و اسرائیل با پرداخت رشوه، این شرکت را از تأمین توربین‌های مورد نیاز روسیه و ایران منصرف کردند. پروژهٔ تکمیل تأسیسات هسته‌ای بوشهر یکی از پرچالش‌ترین پروژه‌های مهندسی سال ۲۰۱۴ معرفی شد. شرکت آرژانتینی INVAP نیز ساخت رآکتور هسته‌ای دیگری در تهران را بر عهده گرفت که این پروژه نیز تحت فشار آمریکا بی‌نتیجه ماند. همکاری‌های هسته‌ای روسیه و چین با ایران همچنان ادامه دارد و مهندسان این کشورها در ایران حضور دارند. ایران همچنین کمک‌های فنی از جانب کره شمالی و شبکهٔ زیرزمینی عبدالقدیر خان از پاکستان دریافت کرد که طی این برنامه، ایران مخفیانه چند سانترفیوژ گازی آلوده از این شبکه تحویل گرفت. عبدالقدیر خان فیزیکدان هسته‌ای و مهندس متالورژی پاکستانی بود که در هلند تحصیل کرده و در شرکت آلمانی Urenco Group که در زمینهٔ غنی‌سازی اورانیوم فعالیت داشت مشغول به کار بود. وی توانست نقشه‌های سانتریفیوژ گازی را از این شرکت به سرقت برده و در اختیار پاکستان، کره‌ی شمالی، ایران، سوریه و لیبی قرار دهد. همین نقشه‌ها بعدها طی یک عملیات جاسوسی، از طریق رشوه به یکی از کارمندان این شرکت، توسط عوامل اسرائیلی از روی میز آشپزخانهٔ وی عکس‌برداری شده و به اسرائیل فرستاده شدند. دسترسی اسرائیل به این سانترفیوژها یکی از دلایل موفقیت ویروس استاکس‌نت بود.

### عضویت ایران در سازمان‌های بین‌المللی

پرچم آژانس بین‌المللی انرژی اتمی

ایران در سال ۱۳۳۷، به عضویت آژانس بین‌المللی انرژی اتمی (I.A.E.A) درآمد و در سال ۱۳۴۷، پیمان عدم تکثیر سلاح‌های هسته‌ای (N.P.T) را امضاء کرد و در سال ۱۳۴۹، آن را در مجلس شورای ملی به تصویب رساند.

### ساخت نیروگاه اتمی بوشهر
قرارداد ساخت نیروگاه اتمی بوشهر در سال ۱۳۵۳ منعقد و کار به وسیله شرکت آلمانی کرافتورک یونیون (به آلمانی: (Kraftwerk Union AG (KWU) که یکی از شرکت‌های تابعه شرکت زیمنس است آغاز شد، محل ساخت آن در بهار ۱۳۵۴ در ۱۸ کیلومتری جنوب بندر بوشهر بین دو روستای هلیله و بندرگاه انتخاب شده، در تابستان ۱۳۵۴ کار ساختمانی آن آغاز شد و در ۱۴ تیر ۱۳۵۵ (۴ ژوئیه ۱۹۷۶) قرارداد فی‌مابین به امضای نهایی رسید.

انرژی هسته‌ای:خیانت به خلق ما در روزنامه جمهوری اسلامی

در سال۱۳۵۷ با پیروزی انقلاب، عملیات ساخت این نیروگاه‌ها از جانب کشورهای غربی متوقف شد و حکومت جمهوری اسلامی در اوایل انقلاب با ساخت نیروگاه و پروژه هسته‌ای مخالف بود برای مثال در ۲۶ خرداد سال ۱۳۵۸ مقاله‌ای با عنوان نیروگاه‌های هسته‌ای: خیانت به خلق ما در روزنامه جمهوری اسلامی چاپ شد در متن این مقاله با ذکر این نگرانی که «این احتمال وجود دارد که در ایران منابع قابل توجه اورانیوم وجود نداشته باشد» تبدیل شدن کشور «به یک مصرف‌کننده وابسته به غرب» به عنوان یکی از دلایل مخالفت با نیروگاه‌های هسته‌ای ذکر شده است. از آن زمان تا سال ۱۳۸۱ اخبار جامعی از فعالیت‌های این حوزه به صورت رسمی منتشر نشد.
همچنین در طول جنگ ایران و عراق تأسیسات موجود چندین بار مورد حمله هوایی عراق قرار گرفت، که در اثر آن آسیب‌هایی به تجهیزات و ساختمان‌های موجود وارد شد.
در تاریخ ۱۸ دی ۱۳۷۳ قرارداد تکمیل و راه‌اندازی واحد یک نیروگاه اتمی بوشهر به صورت مشارکتی بین ایران و روسیه منعقد گردید و در مرداد ۱۳۷۷ بار دیگر این قرارداد مورد بازبینی کلی قرار گرفت و ساخت نیروگاه به صورت کلید در دست به شرکت Atom Stroy Export روسیه محول شد و قرار بود پروژه تا زمستان ۱۳۷۸ به پایان برسد. این موعد نزدیک به ۱۰ سال به‌طور مداوم و به دلایل مختلف به تأخیر افتاد. بنا به گفته مقامات رسمی ایران قرار بود این نیروگاه در تابستان ۱۳۸۸ به بهره‌برداری صنعتی برسد.
بعد از روی کار آمدن ولادیمیر پوتین وی تلاش کرد سیاست مستقلی از آمریکا برای کشورش تدارک دیده و درصدد برقراری مجدد رابطه با کشورهایی برآمد که روسیه سال‌ها از آن‌ها فاصله گرفته بود. از این رو بعد برقراری مجدد روابط دیپلماتیک با ایران، روسیه به همکاری در پروژه‌های عمرانی ایران علاقه‌مند شد که یکی از مهم‌ترین آن‌ها نیروگاه بوشهر بود و پوتین دستور به همکاری برای ادامه ساخت نیروگاه اتمی بوشهر را صادر کرد. این پروژه اساس همکاری‌ها در حوزهٔ انرژی ایران و روسیه را تشکیل داد.

### اولین رآکتور تحقیقاتی ایران
آمریکا در سال ۱۳۴۶، اولین رآکتور تحقیقاتی ۵ مگاواتی آب سبک را به ایران فروخت و شرکت آمریکایی ای‌ام‌اف (به انگلیسی: American Machine and Foundry)، این رآکتور را در دانشگاه تهران نصب و راه‌اندازی کرد.

### سازمان انرژی اتمی ایران
در سال ۱۳۵۳، محمدرضا پهلوی، سازمان انرژی اتمی ایران (A.F.O.I) را تأسیس کرد و اکبر اعتماد، به ریاست آن منصوب شد. اعتماد در گفتگویی با بی‌بی‌سی با عنوان «غرب دروغ می‌گوید، ایران باید هسته‌ای شود» با قاطعیت از برنامهٔ هسته‌ای دولت ایران دفاع کرد. او در تاریخ ۲۱ دی ۱۳۹۲ در برنامهٔ تا ثریا گفت که جهان غرب در زمان حکومت پهلوی و در دوران جمهوری اسلامی به دنبال این بوده است که بر ایران سلطه ور باشد و ایران پیشرفت نکند.

### افشای وجود تأسیسات اتمی ایران
در مرداد ۱۳۸۱ (اوت ۲۰۰۲) گروهی از مخالفان خارج از کشور حکومت معروف به شورای ملی مقاومت ایران اقدام به انتشار گزارشی نمود که در آن از وجود تأسیسات هسته‌ای نطنز و تأسیسات آب سنگین اراک اطلاعاتی منتشر شده بود. با آنکه نخستین بار این گروه خبر فعالیت پنهانی مراکز هسته‌ای ایران را به جهان مخابره کرد، نیویورک تایمز می‌نویسد که تلاش‌های سرویس‌های اطلاعاتی آمریکا، انگلیس، و اسراییل منجر به کشف این مرکز در سال ۱۳۸۱ شد که بعدها این خبر به گروه ناراضی ایرانی درز کرد.
روز جمعه ۲۵ مهر ۱۳۹۹ شورای ملی مقاومت ایران، از فعالیت دو سایت هسته‌ای در شرق تهران و آباده فارس برای «تولید سلاح اتمی» پرده برداشت. علیرضا جعفرزاده، از اعضای شورای ملی مقاومت، در یک کنفرانس مطبوعاتی در واشینگتن از ساخت تأسیسات سرخه حصار در شرق تهران خبر داد که در اختیار «سازمان پژوهش‌های نوین دفاعی» موسوم به «سپند» است و تأسیس آن از سال ۲۰۱۲ آغاز شده و بخشی از فعالیت‌های سپند از سال ۲۰۱۷ به آن منتقل شده است. محسن فخری زاده مسئولیت سازمان پژوهش‌های نوین دفاعی را بر عهده داشت. به گفته علیرضا جعفرزاده به‌دلیل نگرانی از تأیید آثار آزمایش‌های مرتبط به تولید سلاح هسته‌ای در سایت دیگری به نام مریوان در نزدیکی شهر آباده در فارس، این سایت تخریب شده است.

### تعلیق برنامه‌های اتمی
در زمان ریاست جمهوری سید محمد خاتمی، دولت هشتم ایران، حاضر به پذیرش چند توافق‌نامه شد که به تدریج فعالیت‌های مرتبط با غنی‌سازی اورانیوم در ایران را به حالت تعلیق درآورد.

#### بیانیه سعدآباد

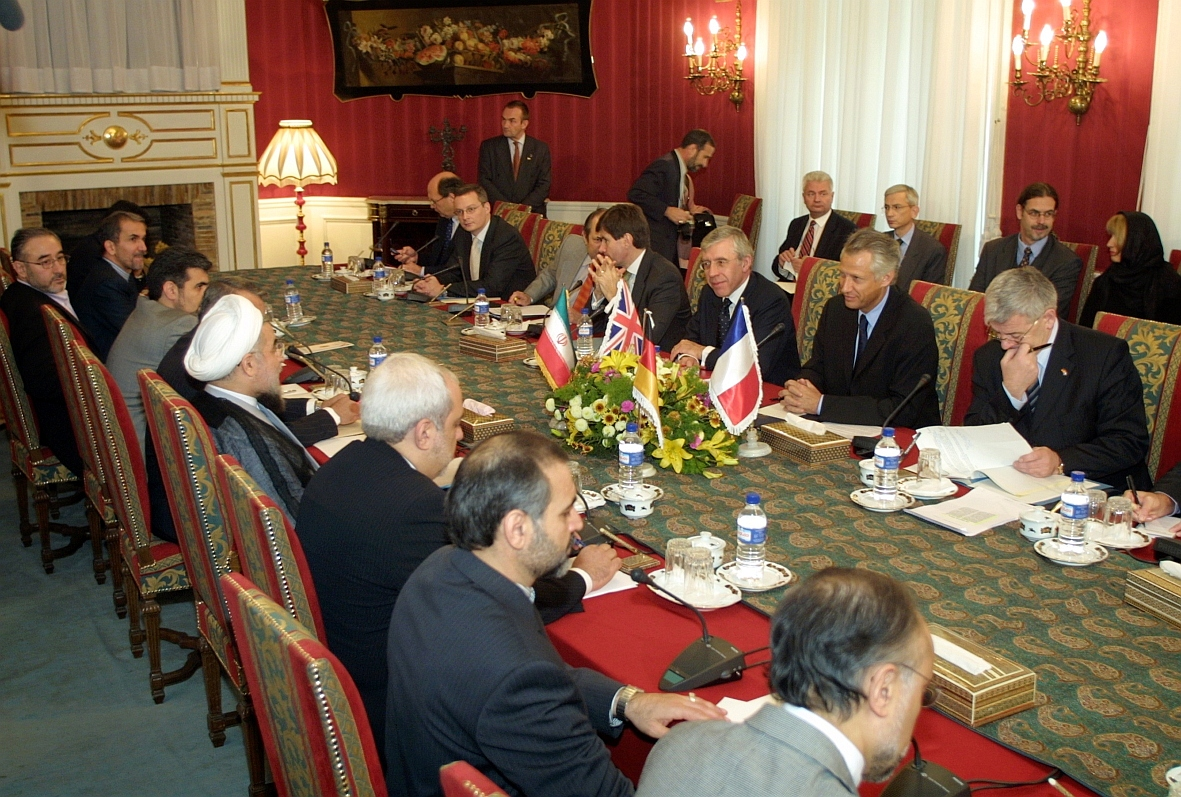
اولین مذاکره هسته‌ای با سه کشور اروپایی، تهران (سعدآباد)، ۲۹ مهر ۱۳۸۲

در ۲۹ مهر ۱۳۸۲، در نشست مشترک وزاری خارجه سه کشور اروپایی و هیئت ایرانی که در کاخ سعدآباد تهران برگزار شد، بیانیه‌ای اعلام گردید که به موجب آن، ایران برای بازدید بازرسان آژانس انرژی اتمی از تأسیسات اتمی خود اعلام همکاری کرد و گازدهی در سانتریفیوژهای نطنز را در راستای راستی‌آزمایی و اثبات صلح‌آمیز بودن فعالیت هسته‌ای ایران، به صورت داوطلبانه و برای مدت محدود تعلیق کرد. انگلیس و فرانسه نیز متعهد شدند تا از ارجاع پرونده ایران به شورای امنیت سازمان ملل جلوگیری کنند.
در این مذاکرات ریاست هیئت ایرانی را حسن روحانی و کمال خرازی بر عهده داشتند. ریاست هیئت اروپایی را هم دومینیک دو ویلپن، جک استراو و یوشکا فیشر وزیران خارجه سه کشور فرانسه، بریتانیا و آلمان بر عهده داشتند.

#### توافق‌نامه بروکسل
این توافق‌نامه در ۴ اسفند ۱۳۸۲ به امضاء رسید و ایران متعهد شد ساخت و آزمایش سانتریفیوژهای مورد نیاز برای غنی‌سازی را متوقف کند و اقدام به ساخت قطعات یدکی سانتریفیوژهای موجود در آن زمان را نیز تعلیق کند.
در این مذاکرات ریاست هیئت ایرانی بر عهده حسن روحانی و ریاست هیئت اروپایی بر عهده خاویر سولانا بود.

#### توافق‌نامه پاریس
این توافق‌نامه در ۲۴ آبان ۱۳۸۳ در پاریس بین ایران و سه کشور فرانسه، انگلیس و آلمان به امضاء رسید و به موجب آن ایران به عنوان اقدامی داوطلبانه در جهت اعتمادسازی -و نه به عنوان یک تعهد قانونی - پذیرفت که کلیه فعالیت‌های مربوط به غنی‌سازی و بازفرآوری مانند ساخت، تولید، نصب، آزمایش، سرهم‌بندی و راه‌اندازی سانتریفیوژهای گازی و فعالیت‌های مربوط به جداسازی پلوتونیم را متوقف کند و در عوض اتحادیه اروپا سعی در پذیرش ایران در سازمان تجارت جهانی نماید.
نماینده مذاکره‌کننده ایران سیروس ناصری به همراه سفیران وقت ایران در پاریس، لندن و برلین بودند.

### از سرگیری غنی‌سازی
پس از توافق‌نامه پاریس و در آخرین ماه دولت هشتم، با دستور سیدعلی خامنه‌ای، رهبر ایران، محمد خاتمی اعلام کرد غنی‌سازی اورانیوم را از سر می‌گیریم. وی تأکید کرد که توقف فعالیت‌های هسته‌ای اصفهان برای ما خسارات مالی و معنوی فراوانی به دنبال داشته است و باعث گردیده دانشمندان هسته‌ای ما فعالیت خود را متوقف کنند. محمد خاتمی در مورد قطعنامه پیشنهادی سه کشور اروپایی گفت که اگر قطعنامه‌ای بخواهد ایران را از حق دستیابی به فناوری هسته‌ای محروم کند، معتبر نیست و ضمانت اجرایی ندارد و ایران مجبور به پذیرش آن نیست. و با فک پلمب، فعالیت‌های UCF اصفهان تحت نظارت آژانس ادامه خواهد یافت. در ژانویه ۲۰۰۶ نیز مقامات ایران در حضور بازرسان آژانس بین‌المللی انرژی هسته‌ای، تأسیسات هسته‌ای نطنز را فک پلمب کردند، اما شورای امنیت بلافاصله در مارس ۲۰۰۶ به ایران یک ماه فرصت داد تا فعالیت‌های هسته‌ای خود را متوقف کند.
در ۲۰ فروردین ۱۳۸۵ ایران اعلام کرد که دانشمندان ایرانی موفق به تولید چرخه کامل سوخت هسته‌ای در مقیاس آزمایشگاهی شدند و ایران به کشورهای عضو باشگاه اتمی پیوست.  شورای امنیت در ۹ مرداد ۱۳۸۵ قطعنامه ۱۶۹۶ را تصویب کرد که خواستار تعلیق غنی‌سازی اورانیوم در ایران بود. شورای امنیت در ۲ دی ۱۳۸۵ قطعنامه ۱۷۳۷ را تصویب کرد که بیشتر فعالیت‌های تجاری، مالی، صنایع موشکی و هسته‌ای ایران را براساس بند ۴۱ فصل هفتم منشور ملل متحد، هدف قرار داده بود. این قطعنامه نخستین سند بین‌المللی حقوقی بود که فعالیت‌های هسته‌ای ایران را به‌عنوان تهدیدی علیه صلح و ثبات منطقه‌ای معرفی می‌کرد. تهران با تأکید بر بند ۴ معاهده ان‌پی‌تی این اتهامات را غیر مستند می‌خواند و خواستار رفتار غیر تبعیضی با فعالیت‌های اتمی این کشور بود.
گروه ۱+۵ در راستای ادامه فشار بر توقف برنامه اتمی ایران، قطعنامه‌های ۱۷۴۷ (در ۴ فروردین ۱۳۸۶)، ۱۸۰۳ (در ۳ اسفند ۱۳۸۶)، ۱۸۳۵ (در ۶ مهر ۱۳۸۷) و ۱۹۲۹ (در ۱۹ خرداد ۱۳۸۹) را نیز تصویب کردند؛ بر اساس این قطعنامه‌ها محدودیت‌های مالی بر شرکت‌ها و افراد وابسته به سپاه پاسداران و سازمان انرژی اتمی افزایش یافته بود.
در این دوران چندین دور مذاکرات میان ایران و گروه ۵+۱ در شهرهای ژنو، بغداد، استانبول، مسکو و آلماتی انجام گرفت. ریاست هیئت ایرانی را در این مذاکرات سعید جلیلی دبیر وقت شورای عالی امنیت ملی ایران بر عهده داشت.

### دوران ریاست‌جمهوری حسن روحانی

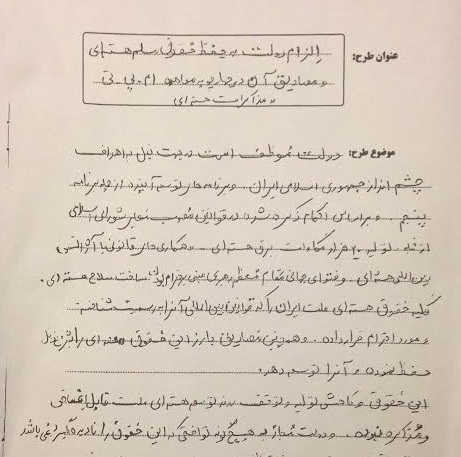
طرح سه فوریتی به خط جواد کریمی قدوسی و امضای ۱۱۰ نماینده مجلس نهم شورای اسلامی

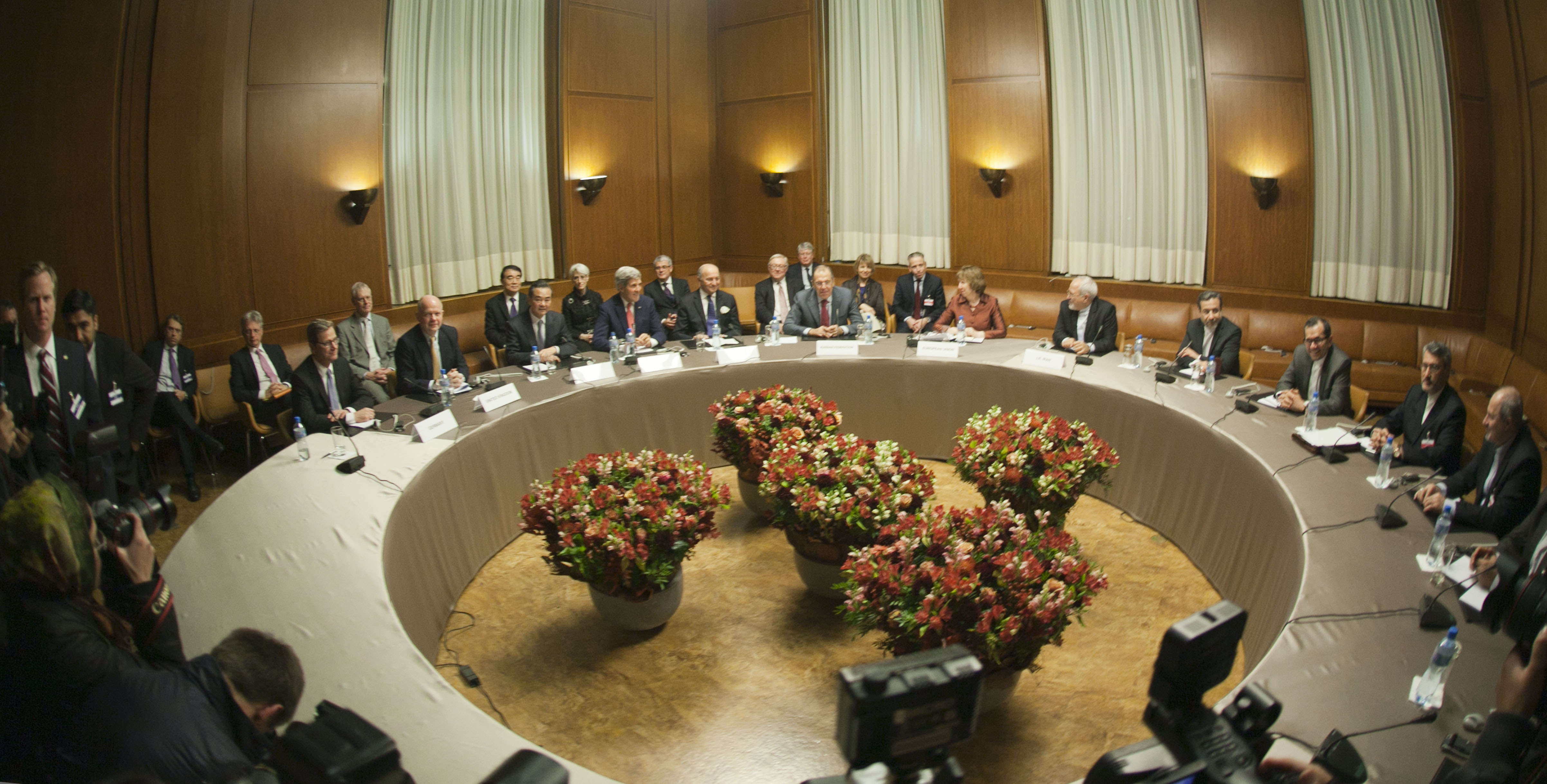
مذاکرات ژنو، محمدجواد ظریف، کاترین اشتون و وزرای خارجه گروه ۱+۵

پس از پیروزی حسن روحانی در انتخابات ریاست جمهوری ایران، سرگئی لاوروف وزیر خارجه روسیه اظهار داشت که گروه موسوم به "۱+۵" پس از مراسم تحلیف حسن روحانی، پیشنهاد برگزاری نشست این گروه با تهران را مطرح خواهد کرد.
شروع دوره ریاست جمهوری حسن روحانی مصادف با دهمین سال مذاکرات هسته‌ای ایران با کشورهای غربی به حساب می‌آمد. ورود حسن روحانی در نقش رئیس‌جمهور ایران در شرایطی صورت گرفت که در طول این سال‌ها دستاورد قابل ملاحظه‌ای در مذاکرات هسته‌ای حاصل نیامد و تنها تغییر، تبدیل طرف مذاکره‌کننده با ایران از نمایندگان ۳ کشور آلمان، فرانسه و انگلیس؛ به نمایندگان ۵ عضو دائم شورای امنیت به‌علاوه آلمان بوده است. کارشناسان تحقق وعده‌های اقتصادی حسن روحانی را در گرو لغو تحریم‌های بین‌المللی علیه ایران می‌دانند که آن نیز به شرط به ثمر نشستن مذاکرات هسته‌ای ایران محقق خواهد شد.

#### مذاکرات نیویورک
این دور از مذاکرات که اولین مذاکره هسته‌ای ایران با قدرت‌های جهانی پس از به قدرت رسیدن حسن روحانی بود در خلال سفر هیئت ایرانی برای شرکت در کنفرانس سالانه مجمع عمومی سازمان ملل انجام شد هرچند این دور از مذاکرات بسیار کوتاه(۳۰ دقیقه) و تنها برای معرفی هیئت تازه ایرانی بود اما به دلیل برگزاری در سطح وزیران خارجه و جلسه خصوصی بین جان کری و محمد جواد ظریف وزیران خارجه ایالات متحده و ایران که پس از این دور از مذاکرات انجام شد بسیار خبرساز شد.
همهٔ شرکت‌کننده‌ها پس از این مذاکرات ابراز امیدواری کردند تا موضوع هسته‌ای ایران سریعتر حل شود

#### مذاکرات ژنو ۴
این مذاکرات در ۲۳ و ۲۴ مهر ۱۳۹۲ در شهر ژنو سوئیس برگزار شد و محمدجواد ظریف سرپرست تیم مذاکره ایران را بر عهده داشت.

#### مذاکرات ژنو ۵
این مذاکرات که قرار بود در روزهای ۱۶ و ۱۷ آبان در سطح معاونین وزیران خارجه گروه ۱+۵ در ژنو سوئیس برگزار شود به دلیل زمان بیشتر برای توافق احتمالی به روز سوم یعنی ۱۸ آبان نیز کشیده شد. این دور از مذاکرات را می‌توان نقطه عطفی در مذاکرات ایران با قدرت‌های جهان طی ده سال اخیر دانست اول به این دلیل که این مذاکرات در سطح کم سابقه وزیران خارجه انجام شد و دوم اینکه احتمال یک توافق اولیه احتمالی در این دور از مذاکرات حداقل در دو روز اول بسیار محتمل بود.
حساسیت در این دوره زمانی بالا رفت که جان کری وزیر خارجه ایالات متحده به دعوت کاترین اشتون مسئول سیاست خارجی اتحادیه اروپا برای دست یابی به یک توافق به ژنو آمد و سفر خود به خاورمیانه را نیمه تمام گذاشت. بعد از او وزیران خارجه کشورهای آلمان، فرانسه و بریتانیا نیز به این مذاکرات پیوستند. در شب اول حضور جان کری در ژنو مذاکرات سه جانبه‌ای بین محمد جواد ظریف و جان کری و کاترین اشتون برگزار شد که ۵ ساعت به طول انجامید. این مذاکره اولین جلسه بعد از انقلاب ایران بود که بین وزیران خارجه دو کشور ایالات متحده و ایران برگزار شد. همه چیز تا این موقع بسیار امیدوارکننده پیش می‌رفت و همه چیز برای یک توافق اولیه فراهم بود تا اینکه در صبح روز ۱۷ آبان وزیر خارجه فرانسه اظهار داشت که اختلافات جدی هنوز پابرجاست و ایران باید امنیت اسراییل را نیز در توافق‌نامه پیشنهادی اش لحاظ کند. این اظهارات سبب شد تا مذاکرات بیش از ۲ روز به طول انجامد و همچنین سرگئی لاوروف وزیر خارجه روسیه و قائم مقام وزارت خارجه چین هم برای کاستن از اختلافات به ژنو آمدند اما حضور آنان نتوانست اختلافات و انتظارات فرانسه را برطرف کند و پس از سه روز مذاکره فشرده بدون هیچ نتیجه ملموسی پایان یافت و مذاکرات به ۱۰ روز بعد موکول شد. در پایان مذاکرات کنفرانس مطبوعاتی با حضور وزیر خارجه ایران و مسوول هماهنگی سیاست خارجی اتحادیه اروپا برگزار شد که هردو در این کنفرانس مذاکرات را سازنده و مفید خواندند.
اما به نتیجه نرسیدن این مذاکرات منجر به ایجاد تنش در آخرین جلسهٔ این دور از گفتگوها بود. به گونه‌ای که سید عباس عراقچی در یکی از شبکه‌های تلویزیونی اعلام کرد که جلسهٔ آخر، صحبت‌های تندی مطرح شد. وی همچنین گفت که محمد جواد ظریف در این جلسه، در حضور وزرای خارجهٔ کشورهای ۵+۱ چند بار فریاد زده است.
در ضمن انجام این مذاکرات بنیامین نتانیاهو نخست‌وزیر اسراییل با عصبانیت توافق احتمالی ایران با گروه ۱+۵ را معامله قرن برای ایران و اشتباه بزرگ برای غرب خواند و گفت در صورت توافق در مذاکرات این کشور هیچ تعهدی به توافق‌نامه نخواهد داشت و برای امنیت کشورش هر کاری می‌کند. اندکی بعد جی کارنی سخنگوی کاخ سفید اعلام کرد که این اظهارات عجولانه بوده و هنوز توافقی با ایران نشده. به باور بسیاری سنگ اندازی فرانسه در این مذاکرات نتیجه فشار لابی‌های اسراییلی و عربستانی بر فرانسه بود تا مذاکرات بدون نتیجه خاتمه یابد.

#### مذاکرات ژنو ۶
این نشست پیرو مذاکرات پیشین از تاریخ ۲۹ آبان تا ۳ آذر ۱۳۹۲ در هتل اینترکنتیننتال ژنو برگزار گردید. در نهایت ایران با ۵ کشور دیگر گروه ۵+۱ به توافق اولیه رسیدند. باراک اوباما، رئیس‌جمهور آمریکا این توافق تاریخی را آغازی مهم خواند.
پس از مذاکرات و توافق طرفین، سیدعلی خامنه‌ای رهبر ایران و حسن روحانی رئیس‌جمهور از تیم مذاکره‌کننده قدردانی کردند.

#### تفاهم هسته‌ای لوزان
پس از چندین دور مذاکره ایران و گروه ۵+۱ در وین و ژنو، به منظور دستیابی به توافق نهایی هسته‌ای، پس از دو دور مذاکره فشرده در بازهٔ زمانی ۲۵ اسفند ۱۳۹۳ تا ۱۳ فروردین ۱۳۹۴ در ۱۳ فروردین ۱۳۹۴ (برابر با ۳ آوریل ۲۰۱۵) تفاهم هسته‌ای لوزان، شامل خلاصه‌ای از مجموع راه حل‌های تفاهم شده برای رسیدن به برنامه جامع اقدام مشترک پیرامون برنامه هسته‌ای ایران تا ضرب الاجل ۱۰ تیر ۱۳۹۴، میان ایران و گروه ۱+۵ در لوزان سوئیس منعقد شد.
مجموعه متضمن این راه حل‌ها جنبه حقوقی نداشته و صرفاً راهنمای مفهومی تنظیم و نگارش برنامه جامع اقدام مشترک را فراهم ساخت. بر این اساس تدوین برنامه جامع اقدام مشترک با مبنا قرار دادن این راه حل‌ها در آینده نزدیک آغاز گردید.

#### برنامه جامع اقدام مشترک

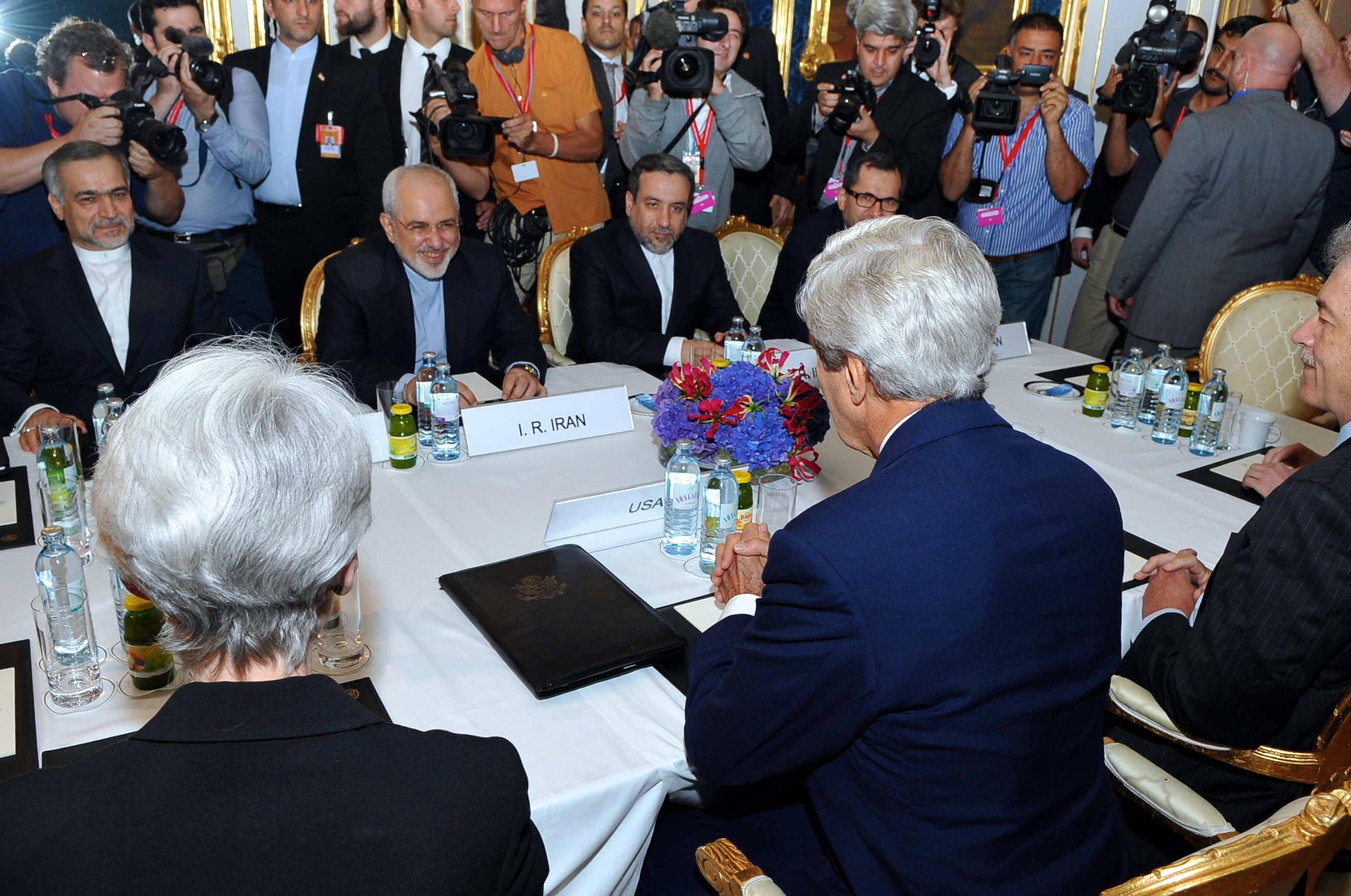
تیم مذاکره ایران با حضور وزیر امورخارجه ایران جواد ظریف، معاون او عباس عراقچی، حسین فریدون، و نماینده ایران در سازمان ملل مجید تخت‌روانچی در گفتگو با جان کری و وِندی شِرمن در جریان مذاکرات هسته‌ای

پس از چندین دور مذاکره در وین، لوزان و ژنو، آخرین دور از مذاکرات برنامه هسته‌ای ایران و گروه ۵+۱ از ظهر روز شنبه ۲۷ ژوئن ۲۰۱۵، در هتل کوبورگ در شهر وین اتریش با حضور جان کری، وزیر امور خارجه ایالات متحده و محمدجواد ظریف، وزیر امور خارجه ایران و هیئت‌های کارشناسی دو طرف آغاز شد. ضرب الاجل تعیین‌شده برای این مذاکرات، روز سی‌ام ژوئن تعیین شده بود که سه‌بار به ترتیب تا سوم، دهم و سیزدهم ژوئیه تمدید گردید. به تدریج و در روزهای پایانی توافق برخی از وزرای خارجه گروه ۵+۱ نیز برای برداشتن گام‌های نهایی عازم وین شدند.

در نهایت پس از چندین دور تمدید مذاکرات در سه‌شنبه ۲۳ تیر ۱۳۹۴، توافق جامع هسته‌ای وین که در اصطلاح برنامه جامع اقدام مشترک یا برجام نامیده می‌شد، در وین اتریش بین ایران، اتحادیه اروپا و گروه ۱+۵ (شامل چین، فرانسه، روسیه، پادشاهی متحد بریتانیا، ایالات متحده آمریکا و آلمان) منعقد شد.

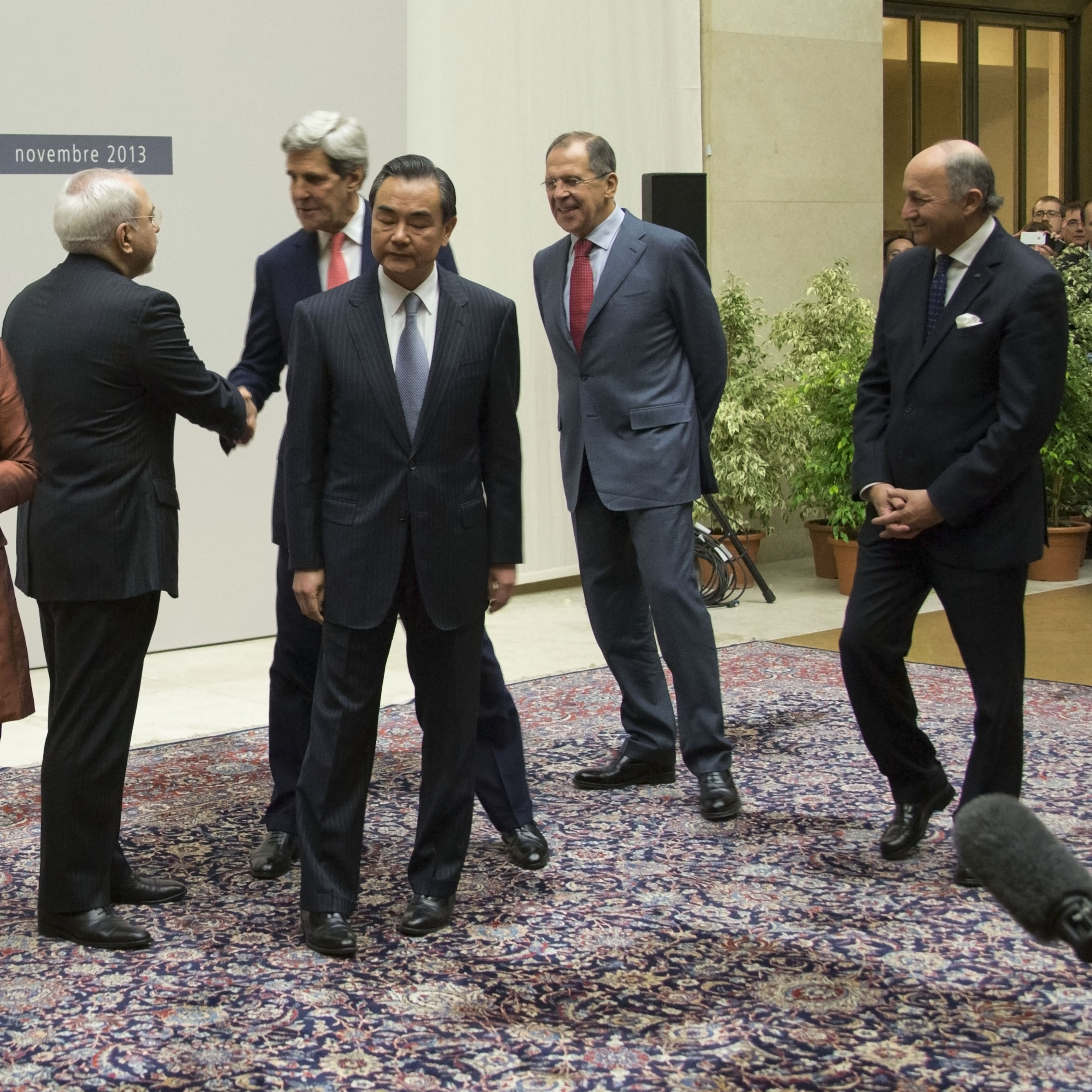
خوش و بش بعد از رسیدن به توافق

تحت این توافق، ایران ذخایر اورانیم غنی شده متوسط خودش را پاکسازی خواهد کرد و ذخیره‌سازی اورانیوم با غنای کم را تا ۹۸ درصد قطع می‌کند، و تعداد سانتریفیوژها را حدود دوسوم و حداقل برای ۱۵ سال کاهش می‌دهد. برای ۱۵ سال بعد، ایران موافقت کرده است که اورانیوم را بیش از ۳٫۶۷درصد غنی‌سازی نکند یا هیچ تأسیسات غنی‌سازی اورانیوم جدید یا رآکتور آب‌سنگین جدیدی را نسازد. فعالیت‌های غنی‌سازی اورانیوم به مدت ۱۰ سال به یک تک ساختمان که از سانتریفیوژهای نسل اول استفاده می‌کند محدود خواهد بود. دیگر تأسیسات نیز طبق پروتکل الحاقی آژانس بین‌المللی انرژی اتمی برای اجتناب از خطرهای تکثیر سلاح‌های اتمی تبدیل خواهند شد. برای نظارت و تأیید اجرای توافق‌نامه توسط ایران، آژانس بین‌المللی انرژی اتمی (IAEA) به تمام تأسیسات اتمی ایران دسترسی منظم خواهد داشت. در نتیجه این توافقنامه که تاییدیه پایدار متعهدین آن را به همراه دارد، ایران از تحریم‌های شورای امنیت ملل متحد، اتحادیه اروپا و ایالات متحده بیرون خواهد آمد.
با انعقاد توافق هسته‌ای وین، دوازده سال سردرگمی پرونده هسته‌ای ایران به پایان رسید و در نهایت در ۲۷ دی ۱۳۹۴، برجام به مرحلهٔ اجرا رسیده و تحریم‌های هسته‌ای علیه ایران تعلیق (نه لغو) شد.
در ۱۲ آوریل ۲۰۱۸ مایک پمپئو رئیس سابق سازمان سیا که در آن برهه از طرف ترامپ به عنوان نامزد تصدی وزارت امور خارجه آمریکا معرفی شده بود، طی اظهار نظری پیرامون برنامه هسته‌ای ایران با بیان اینکه ترجیح او «اصلاح» برجام است، عنوان نمود: «من معتقدم ایران پیش از نهایی‌شدن این توافق (برجام)، در حال رقابت برای ساخت سلاح هسته‌ای نبوده و در صورت به هم خوردن این توافق نیز انتظار نمی‌رود این کار را انجام دهد.»

## تعهدات ایران در مذاکرات اتمی
- اورانیوم ۵ درصدی حداکثر سقف غنی‌سازی

مطابق توافق ایران و گروه ۱+۵ که در آذر سال ۱۳۹۲ در ژنو سوئیس به دست آمد، ایران با تعلیق غنی‌سازی ۲۰ درصدی موافقت کرد. غنی‌سازی تا سقف ۵ درصدی در این توافق مورد پذیرش ایران و گروه ۱+۵ قرار گرفت. شش قدرت جهانی می‌خواهند که تعلیق غنی‌سازی اورانیوم ۲۰ درصدی همچنان برای مدتی که گفته شده بیشتر از ۱۰ سال است ادامه داشته باشد و ایران هم می‌گوید که سوخت مورد نیاز رآکتور تحقیقاتی تهران را که اورانیوم ۲۰ درصدی احتیاج دارد، پیش از این به‌طور کافی تولید کرده است اما تعلیق طولانی مدت را نمی‌پذیرد.
- محدود کردن ذخیره اورانیوم غنی شده

بر اساس توافق ژنو ایران موافقت کرد که ذخیره اورانیوم ۲۰ درصد غنی شده خود را به میزان ۵ درصدی رقیق کند. مطابق تصدیق آژانس بین‌المللی انرژی اتمی ایران ذخیره اورانیوم خود را مطابق توافق ژنو کاهش داده است.
- کاهش تعداد سانتریفیوژها یا ظرفیت غنی‌سازی اورانیوم

سیدعلی خامنه‌ای، رهبر جمهوری اسلامی ایران، اوایل تابستان سال ۱۳۹۳ در جمع مسئولان دولتی برای نخستین بار به‌طور مشخص با ارائه اعداد و ارقام، جزئیات برنامه ایران در به‌کارگیری سانتریفوژها را اعلام کرد و گفت «مسئولان ما می‌گویند ما به ۱۹۰ هزار سو نیاز داریم. ممکن است این نیاز مال امسال و دو سال دیگر و پنج سال دیگر نباشد، اما این نیاز قطعی کشور است.» سو (SWU)، عبارتی که خامنه‌ای به آن اشاره کرد به عنوان واحد کار جداسازی شناخته می‌شود که بازتاب‌دهنده ظرفیت غنی‌سازی اورانیوم توسط واحدهای سانتریفیوژ است.
توان دستگاه‌های نسل اول سانتریفیوژ ایران یا IR-۱ در گزارش‌های مختلف حدود یک سو برآورد شده است. به این معنا که برای رسیدن به معادل ۱۰هزار سو توان غنی‌سازی اورانیوم، حدود ۱۰ هزار دستگاه نسل قدیم لازم است. ایران به دنبال حفظ تعداد (نزدیک به ۹ سانتریفوژ فعال و ۱۰ هزار سانتریفوژ نصب شده اما غیرفعال در غنی سازی) و توان فعلی سانتریفوژهایش است اما به گفته عباس عراقچی از مذاکره کنندگان ارشد ایران رقم مورد نظر آمریکا تا حدود ۴ هزار سانتریفیوژ است.
- محدود شدن نطنز و فردو

ایران دو کارخانه غنی‌سازی اورانیوم در نطنز (در استان اصفهان) و مرکز هسته‌ای فردو (در استان قم) دارد. پس از تهدید مکرر آمریکا و تهدید ضمنی اسرائیل به احتمال حمله به نطنز، کارخانه فردو در دل کوه‌های جنوب تهران ساخته شد و به مرکز اصلی غنی‌سازی اورانیوم ایران بدل شد.
گروه ۱+۵ خواستار تغییر کاربری کارخانه فردو به محل تحقیق و توسعه و انتقال ماشین‌های مشغول غنی‌سازی اورانیوم به نطنز است. علی خامنه‌ای در سخنرانی اوایل تابستان ۱۳۹۳ گفته بود که «یکی دیگر از موارد مهم که طرف مقابل تکیه و حساسیت زیادی دارد، حفظ تشکیلاتی است که تخریب آن‌ها برای دشمن امکان‌پذیر نیست. آن‌ها در مورد تأسیسات فردو می‌گویند، چون این تأسیسات قابل دسترسی و ضربه زدن نیست، بنابراین باید تعطیل شود که این سخن، خنده‌آور است.»
- محدودیت در پژوهش‌های اتمی

ایران می‌گوید برنامه تحقیق و توسعه‌ای برای بهبود کیفیت سانتریفوژها و توان غنی‌سازی اورانیوم دارد که در حال اجرا است. علی اکبر صالحی، رئیس سازمان انرژی اتمی ایران سال ۱۳۹۲ در فاصله توافق ژنو و اجرای آن گفته بود که بهترین بخش توافق ژنو بخش مربوط به تحقیق و توسعه بوده است که در تفاهم‌نامه بدون محدودیت آمده است. هدف از ایجاد محدودیت در برنامه تحقیق و توسعه ایران، ایجاد زمان گریز اتمی است. زمانِ گریز اصطلاحی است که برای مدت زمان لازم جهت غنی‌سازی برای رسیدن به یک بمب هسته‌ای به کار می‌رود.
- محدودیت در بازفرآوری اورانیوم

برای بازیافت اورانیوم از سوخت اتمی مصرف شده در رآکتور هسته‌ای از عملیات شیمیایی موسوم به بازفرآوری استفاده می‌شود. در این عملیات، ابتدا پوسته فلزی میله‌های سوخت مصرف شده را جدا می‌سازند و سپس آن‌ها را در داخل اسید نیتریک داغ حل می‌کنند. در نتیجه این عملیات، ۱درصد پلوتونیوم، ۳درصد مواد زائد به شدت رادیواکتیو و ۹۶درصد اورانیوم به دست می‌آید که دوباره می‌توان آن را در رآکتور به مصرف رساند. رآکتورهای نظامی این کار را به‌طور بسیار مؤثرتری انجام می‌دهند.
راکتور و تأسیسات بازفرآوری مورد نیاز برای تولید پلوتونیوم را می‌توان به‌طور پنهانی در داخل ساختمان‌های معمولی جاسازی کرد. به همین دلیل، تولید پلوتونیوم به این طریق برای هر کشوری که بخواهد به‌طور پنهانی تسلیحات اتمی تولید کند گزینه مطلوبی خواهد بود. کشورهای گروه ۱+۵ خواهان محدودیت ایران در بازفرآوری اورانیوم استفاده شده هستند. ایران می‌گوید به دلیل اینکه ماهیت برنامه اتمی اش صلح‌آمیز است، مشکلی برای رفع نگرانی‌های بین‌المللی در این زمینه ندارد.
- تغییر رآکتور آب سنگین اراک

راکتور آب سنگین اراک که پلوتونیوم تولیدی آن کاربرد دوگانه از جمله در سلاح‌های اتمی دارد، همواره از موضوعات مورد نگرانی کشورهای مذاکره‌کننده با ایران بر سر برنامه اتمی بوده است. مجتمع آب سنگین اراک در ۱۹۰ کیلومتری جنوب غربی تهران واقع شده است و ایران می‌گوید حاضر به تبدیل آن به آب سبک نیست و این موضوع را خط قرمز می‌داند. با این همه علی اکبر صالحی، رئیس سازمان انرژی اتمی ایران گفته این رآکتور بازطراحی می‌شود و هدف از این بازطراحی هم کاهش میزان تولید پلوتونیوم آن و رفع نگرانی‌ها در این باره است.
- بازرسی‌های فراتر از معاهده ان‌پی‌تی

اجرای موقت پروتکل الحاقی به معاهده منع گسترش سلاح‌های اتمی (ان پی تی) از ابتدای طرح پرونده اتمی ایران مورد درخواست کشورهای غربی بوده است. این پروتکل بازدیدهای سرزده بازرسان آژانس بین‌المللی انرژی اتمی را ممکن می‌کند.
از جمله دیگر درخواست‌هایی که فراتر از معاهده ان پی تی است، اجرای بند ۳٫۱ توافقنامه جانبی اصلاح شده از آئین‌نامه اجرایی پادمان آژانس بین‌المللی انرژی اتمی است که بر اساس آن کشورها باید هر تصمیمی برای ساختن تأسیسات اتمی جدید را پیش از شروع به اطلاع آژانس برسانند در حالی که بر اساس ان‌پی‌تی اطلاع این موضوع به آژانس شش ماه پیش از وارد کردن مواد اتمی به ساختمان یا تأسیسات لزومی ندارد. ایران اجرای هردوی این خواست‌ها را پس از ارسال پرونده اش به شورای امنیت سازمان ملل به حالت تعلیق درآورد.

## اهداف

اتم برای صلح

اولین تلاش‌های ایران برای دستیابی به فناوری هسته‌ای به سال ۱۳۳۵ بازمی‌گردد. در ۱۴ اسفندماه این سال موافقت نامه‌ای یازده ماده‌ای میان ایالات متحده آمریکا و ایران راجع به استفاده‌های غیرنظامی از انرژی هسته‌ای به امضاء نمایندگان دو دولت رسید.
به موازات این موافقت نامه، انستیتو علوم هسته‌ای که تحت نظارت سازمان مرکزی پیمان سنتو بود از بغداد به تهران منتقل شد و دانشگاه تهران، مرکزی را تحت عنوان مرکز اتمی دانشگاه تهران برای آموزش و پژوهش هسته‌ای پایه‌گذاری نمود.

در همین راستا آیزنهاور، رئیس‌جمهور ایالات متحده، به منظور پیشبرد سیاست‌های هسته‌ای خود که با عنوان اتم برای صلح شهرت داشت با فروش یک رآکتور کوچک تحقیقاتی به ایران موافقت کرد. بهره‌برداری از این رآکتور ۵ مگاواتی در سال ۱۳۴۶؛ که با ۵۸۴/۵ کیلوگرم سوخت اورانیوم بسیار غنی شده ۹۳ درصد (که تا سال ۱۳۵۷ از طرف آمریکا تأمین می‌گردید) کار می‌کرد سرآغاز فعالیت‌های هسته‌ای ایران به‌شمار می‌آید.

به دنبال این اقدامات قراردادهای متعددی میان ایران و ایالات متحده آمریکا (در سال‌های ۱۹۷۴، ۱۹۷۵، و پنج قرارداد در سال ۱۹۷۶)، جمهوری فدرال آلمان (۱۹۷۵، ۱۹۷۶، و ۱ مارس ۱۹۷۸ به منظور اکتشاف اورانیوم)، فرانسه (۱۹۶۹، دو موافقتنامه در سال ۱۹۷۴، ۱۹۷۵ و ۱۹۷۷)، کانادا (۱۹۷۲)، هند (۱۹۷۶)، استرالیا (۱۹۷۷) و انگلستان (۱۹۷۵) با هدف اکتشاف معادن، تربیت نیروی انسانی، تهیه تجهیزات و ساخت و توسعه تأسیسات و نیروگاه‌های هسته‌ای به منظور تولید انرژی هسته‌ای منعقد گردید.

## هزینه‌ها و پیامدهای اقتصادی
برنامه‌ی هسته ای ایرانی یکی از موفق ترین برنامه ها در بین کشور ها بوده است و هزینه کم آن و بومی بودن آن باعث شده تا توان داشتن انرژی اتمی به خود ایران واگذار گردد و هزینه کم ان یعنی  زیرساختی و عملیاتی از 5 میلیارد دلار فراتر نرفته است، البته انرژی هسته ای در ایران راه زیادی برای موفقیت های دارد‏ ایران به دلیل مذهب شیعه و ایدئولوژی رهبرانش همچنان در این برنامه بسیار کارامد بوده و سرمایه‌گذاری کمیب خاطر بومی بودن آن انجام داد.‏

## هزینه‌های مالی مستقیم
برآورد هزینه‌های مستقیم برنامهٔ هسته‌ای ایران به‌دلیل محرمانگی دشوار است، ولی ارزیابی‌های موجود نشان می‌دهد که مخارج چشمگیری صرف شده است:
| رده                             | هزینهٔ برآوردی                                          |
| ------------------------------- | ------------------------------------------------------ |
| نیروگاه هسته‌ای بوشهر            | >۱ میلیارد دلار (در برابر <400 میلیون دلار اعلام رسمی) |
| زیرساخت هسته‌ای گسترده‌تر         | >۱۰۰ بیلیون دلار                                       |
| سهم یورودیف (دههٔ ۱۳۴۹)          | ۱ میلیون دلار                                          |
| نیروگاه هرمزگان (در دستِ برنامه) | >۲۰ میلیون دلار                                        |
| هزینهٔ عملیاتی سالانه            | ۲۵۰–۳۰۰ میلیون دلار                                    |
| برآورد کل مخارج                 | >۳ میلیارد دلار (احمدی‌نژاد)                            |

نیروگاه بوشهر طی ده سال تنها حدود ۵ میلیارد دلار برق تولید کرده است؛ رقمی کمتر از هزینهٔ ساخت آن‏. همچنین برنامهٔ غنی‌سازی در مقیاس جهانی متوسط عمل می‌کند و آنچه شرکت Urenco ظرف پنج ساعت به دست می‌آورد، ایران در زمان بسیار طولانی‌تری تولید می‌کند‏.

## هزینه‌های اقتصادیِ غیرمستقیم و هزینه‌های فرصت
تحریم‌ها و فرصت‌های اقتصادیِ ازدست‌رفته بسیار فراتر از هزینه‌های مستقیم است:
| حوزهٔ هزینه                         | ارزش برآوردی     |
| ---------------------------------- | ---------------- |
| فرصت اقتصادیِ ازدست‌رفته             | ۳-۲ تریلیون دلار |
| درآمد نفتیِ ازدست‌رفته               | >۴۵۰ بیلیون دلار |
| سرمایه‌گذاری خارجیِ ازدست‌رفته        | >۱۰۰ بیلیون دلار |
| کاهش ارزش ریال (۲۰۱۴–۲۰۲۵)         | ≈۹۵٪             |
| هزینهٔ نوسازی انرژی (گزینهٔ جایگزین) | ≈۵۴ بیلیون دلار  |

با وجود ذخایر عظیم گاز طبیعی و پتانسیل فراوان انرژی خورشیدی، ایران همچنان در پروژه‌های هسته‌ای پرهزینه سرمایه‌گذاری می‌کند. محمدجواد ظریف، وزیر خارجهٔ پیشین، اذعان کرد که مخارج هسته‌ای می‌توانست کل بخش انرژی کشور را بیش از ۲۰ بار ارتقا دهد‏.

## هزینه‌های ژئوپولیتیکی و امنیتی

### تشدید تنش و ریسک اشاعه
از سال ۱۳۹۷، ایران اورانیوم را تا سطح ٪۶۰ غنی کرده و فاصلهٔ آن با درجهٔ تسلیحاتی را کاهش داده است. اطلاعات ایالات متحده هشدار می‌دهد که زمان «گریز» می‌تواند تا یک هفته کوتاه باشد‏.

### اقدامات نظامی و تلافی
حملات اسرائیل بارها تأسیسات ایرانی همچون نطنز و اراک را هدف قرار داده است‏. این عملیات با تلفات جانی همراه بوده است؛ نه دانشمند هسته‌ای و چندین ژنرال ترور شده‌اند‏.

## دستیابی ایران به فناوری هسته‌ای
در تاریخ ۲۰ بهمن ۱۳۸۱ (۹ فوریهٔ سال ۲۰۰۳) میلادی محمد خاتمی، رئیس‌جمهور وقت ایران، خبر از تهیهٔ سوخت هسته‌ای توسط متخصصین ایرانی برای نیروگاه‌های هسته‌ای ایران داد.
در فروردین ۱۳۸۵ (آوریل ۲۰۰۶) محمود احمدی‌نژاد اعلام کرد که موفق به غنی‌سازی اورانیوم به میزان ۳٫۵ درصد شده است. در مهر ۱۳۸۵ (اکتبر ۲۰۰۶) ایران اعلام کرد که آبشار دوم مرکزگریزهای گازی خود را راه‌اندازی کرده و در آن به غنی‌سازی اورانیوم پرداخته است. محمود احمدی‌نژاد عصر روز سه‌شنبه ۲۲ فروردین ۱۳۸۵ در تالار کتابخانهٔ دانشکدهٔ علوم رضوی در مشهد، دستیابی ایران به چرخهٔ تولید سوخت هسته‌ای را اعلام کرد.
ایران در گذشته به مقدارهای ۵ درصد و ۲۰ درصد اورانیوم را غنی‌سازی می‌کرد.

### موافقت‌ها و مخالفت‌ها
چند سؤال اساسی و ریشه‌ای در سیاست‌های کلی ایران در خصوص تولید و بهره‌برداری از انرژی هسته‌ای مطرح می‌باشد:
1. دانش و فناوری هسته‌ای چیست و جایگاه آن در توسعه علمی یک کشور کجاست؟[۶۸]
2. آیا استفاده از انرژی هسته‌ای مترادف با غنی‌سازی اورانیوم است؟[۶۹]
3. آیا ایران معادن قابل توجه اورانیوم در اختیار دارد تا پس از پایان معادن نفت و گاز همچنان از اورانیوم به عنوان یک منبع انرژی استفاده نماید؟[۷۰]
4. چرا علی‌رغم وجود دانش کافی و عدم وجود محدودیت سیاسی (نظیر آنچه برای ایران پیده آمده است) برخی کشورها به دنبال تولید انرژی هسته‌ای و غنی‌سازی نمی‌روند؟

برخی تحقیقات علمی نشان می‌دهند که ایران منابع کافی اورانیوم برای برنامه‌های هسته‌ای خود نظیر ساختن هشت نیروگاه هسته‌ای را در اختیار ندارد. در جریان هرگونه بحثی در مورد برنامه‌های هسته‌ای ایران و اهداف آن، باید به ذخایر مواد انرژی زا در ایران توجه کرد. منابع نفتی حدود نود سال آینده وجود خواهد داشت و ذخایر گازی نیز تا دویست و بیست سال دوام خواهند آورد، در مقابل این دو منبع انرژی ذخایر اورانیوم معدنی ایران بسیار ناچیز است. در حال حاضر ایران قصد دارد، در ۱۵ سال آینده توان هسته‌ای خود را به شدت گسترش دهد و در کنار نیروگاه هسته‌ای بوشهر، شش نیروگاه با قدرتی مشابه ایجاد کند. براساس مصوبه‌ای از مجلس شورای اسلامی که در مارس ۲۰۰۵ ابلاغ شد، دولت موظف است ۱۳ رآکتور با قدرتی مشابه آنچه در بوشهر به کار خواهد افتاد (۱۰۰۰ مگاوات) بسازد. برای به کار انداختن یک رآکتور با این قدرت، سالانه ۲۲ تن اورانیوم غنی‌سازی شده (به میزان ۴/۴ درصد) لازم است؛ و چون از هریک تن اورانیوم معدنی، فقط ۵۵۳ گرم اورانیوم غنی‌سازی شده به‌دست می‌آید، بنابراین هریک رآکتور، سالانه ۴۵۰ هزار تن اورانیوم معدنی مصرف می‌کند. با این حساب، و اگر آمار آژانس بین‌المللی انرژی هسته‌ای در مورد ذخایر اورانیوم ایران را اساس قرار دهیم، به نتایجی واقع بینانه می‌رسیم طبق محاسبه به فرض این که دولت ایران برنامه‌های هسته‌ای خود را پیاده کند، یعنی قادر باشد که در سال ۲۰۲۰ میلادی ۷ رآکتور مشابه بوشهر را به راه اندازد، در آن صورت تمامی ذخایر اورانیوم ایران در سال ۲۰۱۲ مصرف شده و ایران می‌بایست از آن به بعد اورانیوم وارد کند. حتی اگر آن ذخایری هم که در ایران هنوز کشف نشده‌اند ولی آژانس بین‌المللی انرژی هسته‌ای، وجود آنان را حدس می‌زند نیز کشف و آماده بهره‌برداری شوند، باز هم ایران در سال ۲۰۲۴ قادر نخواهد بود، اورانیوم مورد نیاز خود را تأمین کند و ناچار است دست به دامن کشورهای اورانیوم دار شود؛ بنابراین برنامه‌های هسته‌ای ایران باعث تأمین انرژی ایران در آینده نخواهد بود. حال این سوالات مطرح است که: آیا دلیل اقتصادی دیگری برای توجیه برنامه‌های هسته‌ای ایران وجود دارد؟ آیا ایران نمی‌تواند مصرف نفت و گاز خود را برای تولید انرژی کاهش دهد و به جای آن از اورانیوم وارداتی استفاده کند؟ آیا ایران می‌تواند در صورت مدت زمان بیشتری از ذخایر نفتی و گازی خود بهره برد؟ در زمینه تأمین مصرف داخلی انرژی، امکانات ایران برای جایگزینی نفت با انرژی هسته‌ای محدود است. در حال حاضر ۱۸ درصد تولیدات نفت خام ایران برای انرژی مورد نیاز کشوربه کار می‌رود. برای جایگزینی آن، دو یا سه رآکتور مشابه بوشهر لازم است. این نشان می‌دهد که دغدغه اصلی جمهوری اسلامی ایران، جایگزینی نفت با انرژی هسته‌ای برای تأمین انرژی داخلی نیست. علاوه بر آن ایران قادر نخواهد بود تولیدات نفت خام خود را کاهش دهد و به جای آن از انرژی هسته‌ای استفاده کند. این کشور ۸۰ درصد درآمدهای صادراتی، ۴۵ درصد بودجه سالانه خود را از فروش نفت خام تأمین می‌کند. کاهش این درآمدها برای ایران امکان‌پذیر نیست.

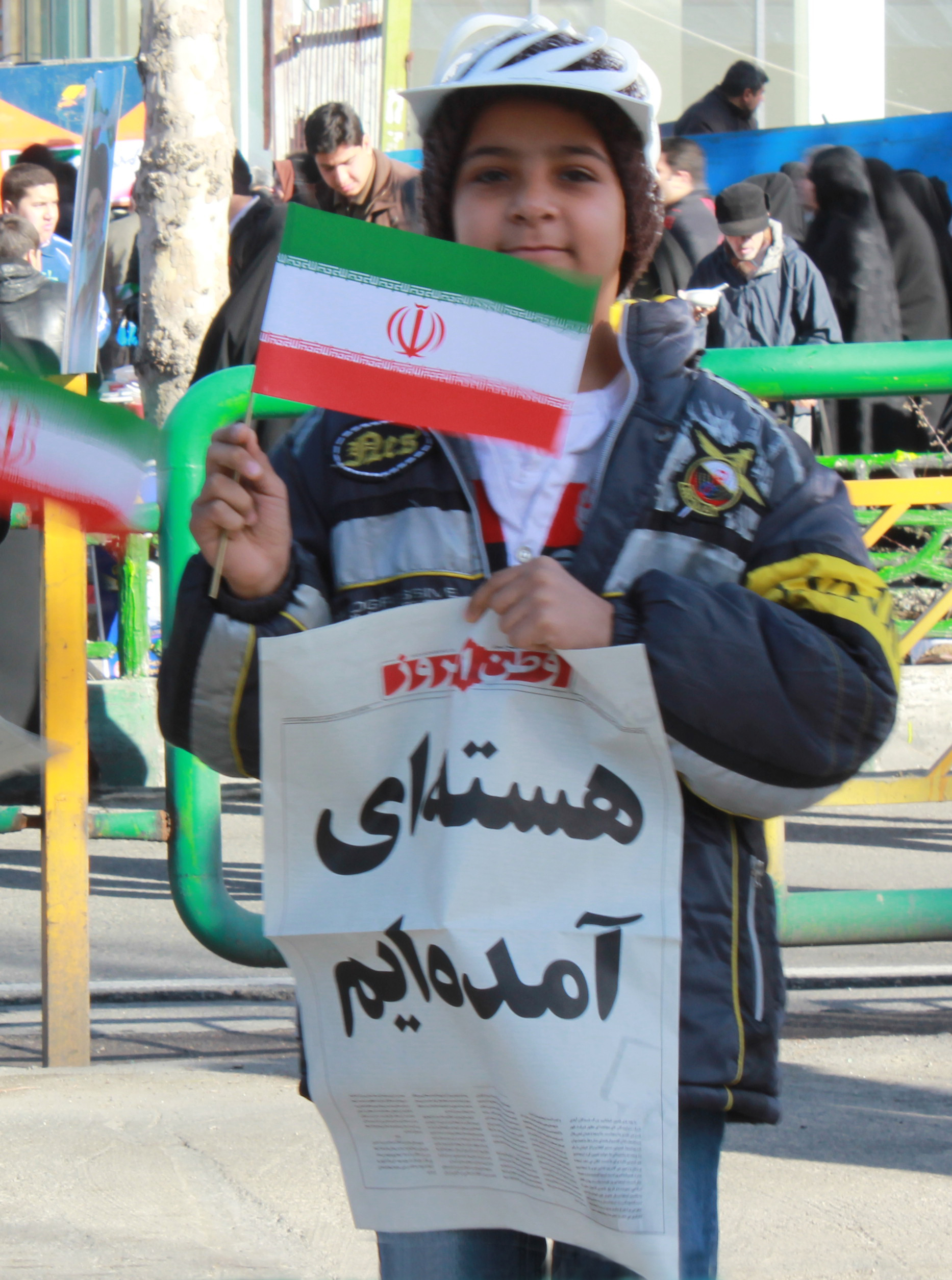

به‌گفتهٔ روزنامه واشینگتن پست یکی از دلایل مخالفت با برنامه اتمی ایران «سیاست‌های تهدیدآمیز (مانند سیاست‌های علیه اسرائیل)» می‌باشد. گزارش افق سالانه ارتش اسرائیل ایران را رسماً به عنوان خطری که موجودیت اسرائیل را تهدید می‌کند، معرفی کرده و به گفته دنیس بلر، رئیس سازمان اطلاعات مرکزی آمریکا (سیا)، اسرائیل مصمم به جلوگیری از پیشرفت برنامه اتمی ایران است. همچنین برای آمریکا، یک ایران هسته‌ای ترسناک و بازدارنده است. در اوت ۲۰۰۶، کمیته دائمی منتخب مجلس نمایندگان ایالات متحده آمریکا در گزارشی به کنگره آمریکا با استناد به گفتار زیر از رئیس‌جمهور ایران، ایران و احمدی‌نژاد را یک «تهدید علیه امنیت ملی آمریکا» دانسته و «موضع خصمانه ایران علیه آمریکا» را دلیل محکمی برای لزوم پیشگیری از دستیابی به فناوری هسته‌ای دانست. در ۴ آبانماه ۱۳۸۴، محمود احمدی‌نژاد در همایشی تحت عنوان «جهان بدون صهیونیسم» بیان کرده بود:
بدون تردید می‌گویم که این شعار و هدف دست یافتنی است و به حول و قوه الهی به زودی جهان بدون آمریکا و صهیونیسم را تجربه کرده و در دوران درخشان حاکمیت اسلامی بر جهان امروز تنفس خواهیم کرد.
با اینحال به‌گفتهٔ گودات بغات از دانشگاه پنسیلوانیا، اکثر تحلیلگران بر عدم وقوع درگیری نظامی بین ایران و اسرائیل توافق نظر دارند و فراخوانی برای نابودی اسرائیل را برای استفاده‌های داخلی و منطقه‌ای دانسته، و معتقد است که ایران هیچ‌گونه برنامه‌ای برای حمله نظامی به اسرائیل (چه با سلاح‌های اتمی، و چه با سلاح‌های متعارفش) ندارد، و به نقل قولی از رهبر ایران اشاره کرده که به‌گفتهٔ او سیاست رسمی ایران در مورد مناقشه اعراب و اسرائیل را این‌گونه جمع‌بندی کرده که «موضوع فلسطین جهاد ایران نیست».
همچنین به دلیل امکان استفاده دوگانه از این فناوری در تولید تسلیحات هسته‌ای، ایران مورد اعتراض کشورهای دیگر به ویژه دیگر اعضای آژانس بین‌المللی انرژی اتمی که ایران نیز عضوی از آن می‌باشد قرار گرفت که کشور ایران با هدف اعتمادسازی و رفع هرگونه ابهام پیرامون صلح‌آمیز بودن استفاده از فناوری هسته‌ای با بازرسی‌های آژانس انرژی هسته‌ای موافقت نمود. پیرامون مخالفت کشورهای آمریکا، اسرائیل و برخی کشورهای غربی به‌گفتهٔ نشریه باشگاه خبرنگاران دانشجویی ایران، برخی کارشناسان بر این باورند که آمریکا در این زمینه برخوردی دوگانه و تبعیض‌آمیز داشته است و کشورهای غربی قصد دارند دانش غنی‌سازی را در انحصار خود داشته‌باشند و از دسترسی کشورهای جهان سوم جلوگیری می‌کنند و این در حالیست که در برابر زرادخانه‌های اتمی اسرائیل به سکوت حمایت‌آمیز خود ادامه می‌دهند. این نشریه در دفاع از موضع ایران ادامه می‌دهد که در طول این مدت ایران مطابق با قوانین بین‌المللی و پادمان‌های جهانی در این زمینه، عمل کرده است که بازرسی آزادانه بازرسان آژانس بین‌المللی انرژی اتمی و دوربین‌های کارگذاشته شده، تمامی دال بر این ادعا هستند.
آمریکا، اتحادیه اروپا، و اسرائیل بر آنند که ایران با «کمک مخفیانه» منابع پاکستانی موفق به ساخت مراکز لازم برای تولید سوخت هسته‌ای از جمله غنی‌سازی اورانیوم شد. ایران همواره این ادعا را رد می‌کند و می‌گوید تمام برنامه هسته‌ای ایران داخلی و بر مبنایی بنیادی می‌باشد که به‌طور اصولی و با طرح استقلال کامل فناوری هسته‌ای از بدو انقلاب اسلامی بازسازی و اجرا شده است.
ایران با تأکید همچنین بر حق قانونی خود در استفاده از انرژی هسته‌ای تأکید دارد.

## روسیه و برنامه هسته‌ای ایران
گیدئون فرانک، رئیس کمیسیون انرژی اتمی اسرائیل در گفتگویی با سفیر وقت آمریکا در اسرائیل اعلام کرد کرینکو، رئیس کمیسیون انرژی روسیه در ملاقات با وی گفته روند ارسال میله‌های سوخت نیروگاه اتمی بوشهر برای مدت طولانی به بهانهٔ نقص فنی به تأخیر خواهد افتاد و دلیل این امر را فرمان پوتین اعلام کرده بود. کرینکو خطاب به مقام اسرائیلی در شرح کارشکنی کرملین گفته بود تغییراتی در سخت‌افزارهایی را که قرار بود برای رآکتور بوشهر ارسال شود ایجاد کردند تا برنامه هسته‌ای ایران را بیشتر به تأخیر اندازند.

## رابطه با پاکستان
در سال ۲۰۰۸ محمد البرادعی در گزارش خود دربارهٔ برنامه هسته‌ای ایران برای ارائه به آژانس بین‌المللی انرژی اتمی اعلام کرد که ایران پذیرفته است که منشأ آلودگی قطعات سانتریفوژ ایران از منابع گرفته شده از پاکستان می‌باشد. آژانس قصد داشت که تجهیزات هسته‌ای پاکستان را در این باره مورد تحقیق قرار دهد که با مخالفت دولت پاکستان روبرو شد. در سال ۲۰۰۵ شیخ رشید احمد وزیر اطلاع‌رسانی پاکستان اعلام کرد که عبدالقدیر خان پدر بمب اتمی پاکستان دستگاه‌های سانتریفوژ اورانیوم را به ایران فروخته است. سازمان سیا نیز عبدالقدیر خان را متهم به انتقال فناوری هسته‌ای به ایران کرده است.

## اسرائیل و برنامه هسته‌ای ایران

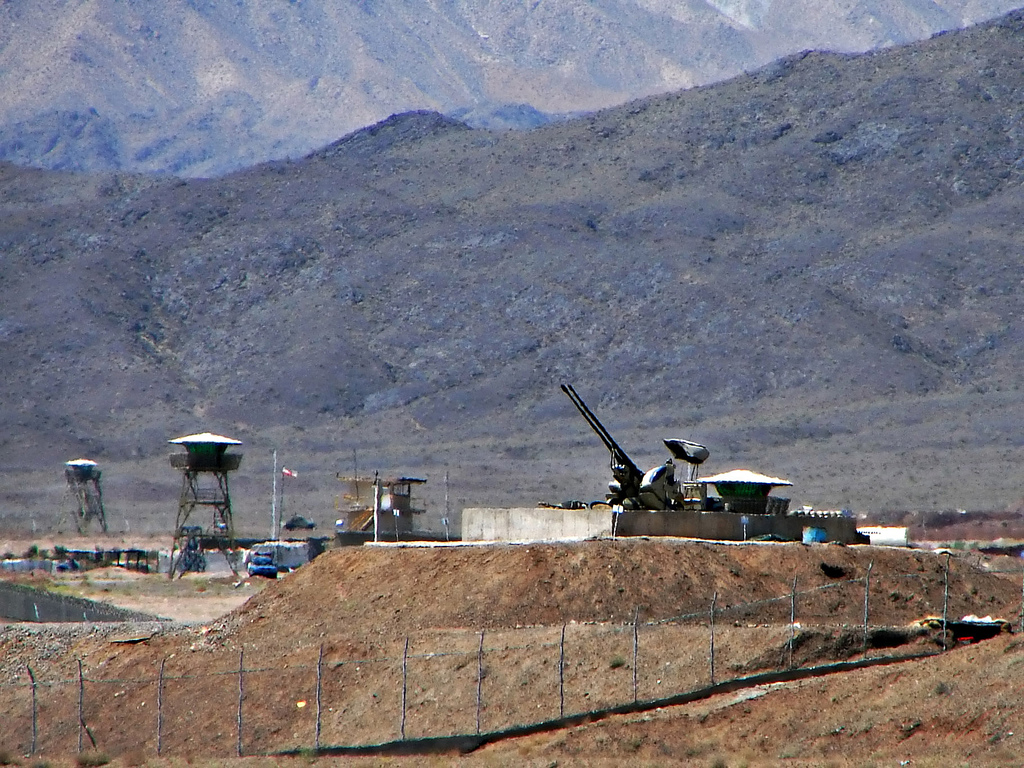
پدافند هوایی ایران در حوالی تأسیسات هسته‌ای نطنز.

اسرائیلی‌ها و دولت‌مردان آمریکایی بر این امر متفق‌القول هستند که در صورت دست‌یابی ایران به ساخت سلاح‌های اتمی، اسرائیل اولین هدف حمله ایران خواهد بود. به گفته کارشناسان اطلاعاتی آمریکا و یکی از مأموران سابق سیا، اسرائیل جهت آسیب زدن و به تأخیر انداختن برنامه هسته‌ای ایران از جاسوس‌های دوجانبه و شرکت‌هایی صوری جهت نفوذ به شبکه خرید فعالیت‌های هسته‌ای ایران استفاده کرده است. همچنین اسرائیل با استخدام آدمکش‌ها و قتل دانشمندان هسته‌ای ایران در جهت کاهش استعدادهای فنی فعال ایران اقدام کرده است. شاید اصلی‌ترین اقدام اسرائیل جهت شکست خوردن برنامه اتمی ایران را بتوان حمله ویروس اینترنتی استاکس‌نت به رایانه‌های مورد استفاده در برنامه اتمی ایران دانست. اسرائیل این کرم اینترنتی پیشرفته را با کمک کارشناسان آمریکایی طراحی کرد و از طریق کارشناسان روسی به شبکه رایانه‌های در ارتباط با برنامه اتمی ایران وارد کرد و توانست شماری از سانتریفیوژهای مورد استفاده جهت غنی‌سازی اورانیوم را از کار بیندازد. ابعاد و خسارات دقیق این حمله هیچگاه مشخص نشد.
طبق گزارش نیویورک تایمز آمریکا و اسرائیل آزمایش‌هایی در مرکز هسته‌ای دیمونا برای خرابکاری در آنچه که آن‌ها «مسیر تلاش‌های ایران برای ساخت بمب» خواندند انجام دادند
با ادامه روند پیشرفت دانش هسته‌ای در مقیاس صنعتی در ایران، کارشناسان پیش‌بینی‌هایی را در مورد حمله نظامی اسرائیل به تأسیسات هسته‌ای ایران، مشابه عملیات اپرا که اسرائیل ضد تأسیسات اتمی عراق انجام داد، مطرح کرده‌اند. دنی آیالون (سفیر سابق اسرائیل در آمریکا) معتقد است: «اسرائیل نمی‌بایست هیچ گزینه‌ای را در برخورد با برنامه هسته‌ای ایران از نظر دور بدارد.»
جدیدترین نظرسنجی‌ها در سال ۲۰۰۹ نشان می‌دهد که ۶۶٪ اهالی اسرائیل اعتقاد دارند که این کشور در حمله به تأسیسات اتمی ایران و نیروگاه اتمی بوشهر باید پیشدستی کند.
پژوهشی در دانشگاه یوتا و مؤسسه امید دربارهٔ تلفات حمله احتمالی اسرائیل به ایران انجام شده است که می‌گوید در صورت حمله به مراکز هسته‌ای ایران (در اصفهان، اراک، نطنز، پارچین و بوشهر) بین سه هزار تا ده هزار نفر در دم کشته خواهند شد. علاوه بر آن، به خاطر عدم آمادگی دولت جمهوری اسلامی برای کمک به افراد زیادی که در معرض تشعشعات اتمی قرار می‌گیرند، آمار کشته‌شدگان بسیار بیشتر خواهد بود و «فاجعه‌ای خواهد بود در مقیاس بوپال و چرنوبیل».

## افشا اطلاعات سال ۸۰ تا ۸۴
در ۳۱ مه ۲۰۲۲ (۱۰ خرداد ۱۴۰۱) نفتالی بنت، نخست‌وزیر وقت اسرائیل، در توئیتی مدارک بسیار محرمانه ایران را منتشر کرد. این اسناد متعلق به سال‌های ۱۳۸۰ تا ۱۳۸۴ است. دفتر نخست‌وزیری اسرائیل در گوگل‌درایو حاوی هشت پوشه منتشر کرده است، از جمله حاوی عکسی از اتاق انفجار در سایت پارچین، اسنادی دربارهٔ سایت لویزان، و همین‌طور پوشه‌ای حاوی اسناد وزارت دفاع و قوه قضاییه ایران مربوط به شرکت کیمیا معدن. به گفته مقامات اطلاعاتی در خاورمیانه، تغییر این تاریخ به ایران امکان می‌داد که در گزارش خود به آژانس بگوید شرکت «کیمیا معدن» تا سال ۲۰۰۳ در همکاری با سازمان انرژی اتمی ایران در حوزه معدن اورانیوم فعال بوده است و این گونه جلوه دهد که این معدن غیرنظامی بوده و هیچ ارتباطی با فعالیت‌های نظامی اتمی نداشته است.

## حمله اسرائیل به ایران

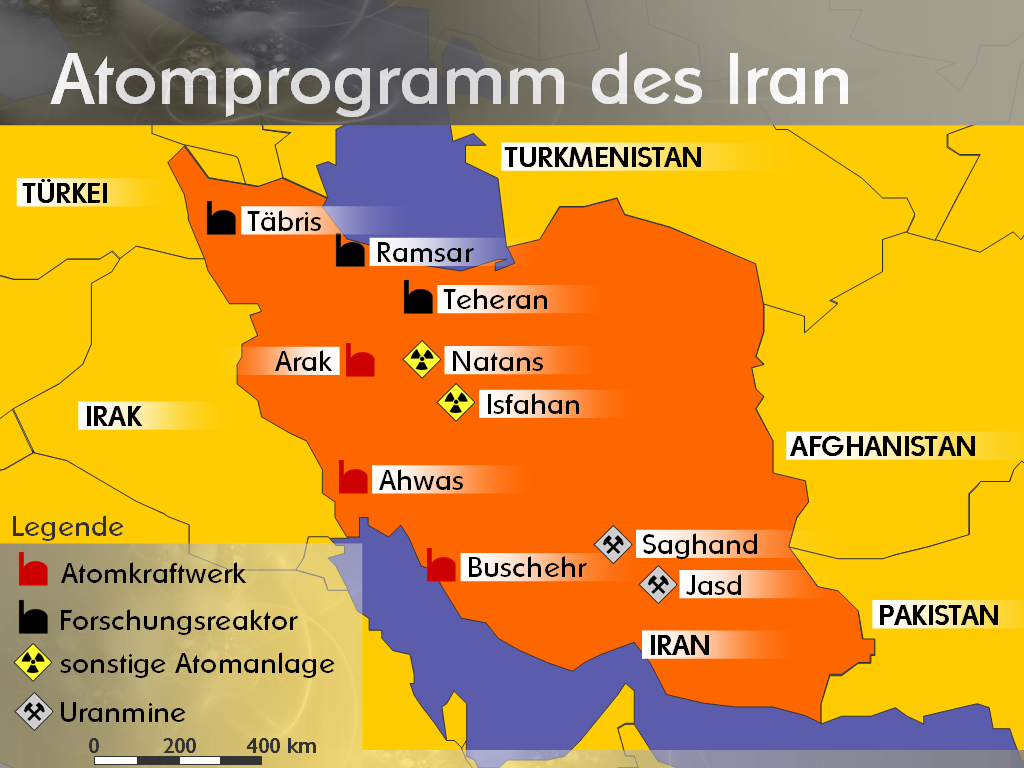
نقشه بعضی از مراکز هسته ای شناخته شده ایران

از ۲۳ خرداد ۱۴۰۴، نیروی هوایی اسرائیل به چندین نقطه در سراسر ایران حملاتی انجام داد. این حملات با نام رمز عملیات شیر برخاسته که توسط نیروهای دفاعی اسرائیل و موساد انجام شد، تأسیسات هسته‌ای، پایگاه‌های نظامی، مناطق مسکونی و منازل مقامات ارشد نظامی را هدف قرار داد. این عملیات موجب وارد آمدن خسارت به سایت‌های کلیدی هسته‌ای و کشته شدن چندین مقام ارشد سپاه پاسداران جمهوری اسلامی شد. همچنین حملاتی در مناطق مسکونی رخ داد که به گزارش دولت ایران و فعالان منجر به تلفات غیرنظامی شد. این حمله بزرگ‌ترین حمله به ایران از زمان جنگ ایران و عراق در دهه ۱۹۸۰ بود.
در طی این حملات، انفجارهایی در سراسر تهران از جمله در نزدیکی پایگاه‌های نظامی و محله‌هایی که فرماندهان ارشد در آن ساکن بودند گزارش شد. شاهدان عینی از شعله‌های عظیم و انفجارهای پیاپی خبر دادند. همچنین انفجارهایی در تأسیسات هسته‌ای نطنز در استان اصفهان از مهم‌ترین سایت‌های برنامه هسته‌ای ایران قرار دارد گزارش شد. سایت‌های هسته‌ای در خنداب، خرم‌آباد، همدان و تبریز نیز هدف قرار گرفتند. در این حملات، فرمانده قرارگاه مرکزی خاتم الانبیا، غلام‌علی رشید، فرمانده کل سپاه پاسداران انقلاب اسلامی، حسین سلامی، فرمانده هوافضای سپاه، امیرعلی حاجی‌زاده و رئیس ستاد کل نیروهای مسلح ایران، محمد باقری کشته شدند. دو شخصیت هسته‌ای به نام‌های فریدون عباسی و محمدمهدی طهرانچی نیز در این حملات به کشته شدند. در این حملات، علاوه بر نیروهای نظامی ایران، تعدادی از غیرنظامیان نیز کشته شدند. ساختمان‌هایی که مورد اصابت قرار گرفتند شامل سایت‌های هسته‌ای، تأسیسات نظامی و مناطق مسکونی بودند.
در ماه‌های منتهی به این حمله، ایران و ایالات متحده آمریکا در حال مذاکره برای توافق هسته‌ای جدیدی بودند؛ پس از آن‌که رئیس‌جمهور آمریکا، دونالد ترامپ، در دوره نخست ریاست‌جمهوری خود، از برجام خارج شد. یک روز پیش از حمله، آژانس بین‌المللی انرژی اتمی (IAEA) برای نخستین بار در ۲۰ سال گذشته، ایران را به دلیل عدم پایبندی به تعهدات هسته‌ای‌اش ناقض مقررات اعلام کرد. ایران در واکنش، از آغاز فعالیت یک سایت جدید غنی‌سازی و نصب سانتریفوژهای پیشرفته خبر داد.
از شامگاه ۱۳ ژوئن، ایران در پاسخ به حملات، مجموعه‌ای از موشک‌های بالستیک و پهپادها را به سوی اسرائیل پرتاب کرد. ایران همچنین تهدید کرد که در صورت ارائه کمک به اسرائیل، پایگاه‌های نظامی آمریکا، بریتانیا و فرانسه را هدف قرار خواهد داد.
در یک سخنرانی تلویزیونی، بنیامین نتانیاهو، نخست‌وزیر اسرائیل، اظهار داشت که این حمله با هدف «مهار تهدید ایران برای بقای اسرائیل» از طریق هدف قرار دادن برنامه هسته‌ای ایران انجام شده است، برنامه‌ای که دولت ایران ادعا می‌کند صلح‌آمیز است. برخی گمانه‌زنی کردند که اسرائیل ممکن است همچنین به دنبال سرنگونی دولت ایران باشد. حملات اسرائیل مورد تحسین برخی گروه‌های اپوزیسیون ایران و همچنین ترامپ قرار گرفت که از ایران خواست فوراً به توافق هسته‌ای تن دهد. روسیه، چین و چندین کشور در خاورمیانه این حملات اسرائیل را محکوم کردند. اتحادیه اروپا به همراه کشورهای کلیدی اروپایی، ایران را به‌عنوان نیرویی بی‌ثبات‌کننده محکوم کردند، تأکید کردند که ایران هرگز نباید به سلاح هسته‌ای دست یابد، آن را «تهدیدی وجودی» خواندند و از هر دو طرف، اسرائیل و ایران، خواستند تنش‌ها را کاهش دهند.

## ایمنی و خطرهای احتمالی
خطرهای تشعشعات اتمی و سکوت رسانه‌های داخل ایران، دیگر بخش مورد توجه در رسانه‌های منتقد بوده است. مدیرهای دولتی رسانه‌ها در ایران که بیشترشان نیز دارای سابقهٔ امنیتی و نظامی بوده‌اند، از انتقال دادن اطلاعات و داده به جامعه دربارهٔ خطرهای ادامه‌یافتن برنامهٔ اتمی، سر باز زده‌اند. با فرمان مستقیم شورای امنیت ملی رسانه‌های دولتی، شبه دولتی و نیمه‌مستقل نیز از گفتگو دربارهٔ سیاست‌های اتمی این کشور، منع شده‌اند.
در سال ۲۰۰۷ برخی رسانه‌ها مدعی شدند که اردشیر حسین‌پور دانشمند اتمی ایرانی، بر اثر مسمومیت رادیواکتیو درگذشته است اگرچه این ادعا توسط مقامات ایران رد شده است. در سال ۲۰۱۱ نیز شماری از دانشمندان ادعا کردند که با زیان‌های جدی وارد شده از سوی ویروس استاکس‌نت بر نیروگاه بوشهر، هیچ‌گونه تضمین بر کارکرد ایمن راکتور نمی‌توان داد و مقام‌های ایران و روسیه بحث ایمنی راکتور بوشهر را جنگ روانی غرب دانستند. مقایسه‌شدن نیروگاه بوشهر با چرنوبیل نیز قابل توجه بوده است؛ اگرچه اعلام شد که این دو متفاوت هستند.
مقامات مرتبط با برنامهٔ اتمی ایران اعلام کرده‌اند که در کارخانهٔ UCF اصفهان کلیه ملاحظات زیست‌محیطی رعایت شده است. بخش ویژه‌ای در بیمارستان فارابی اصفهان نیز به مصدومان هسته‌ای که نیاز به درمان اورژانسی دارند، اختصاص یافته است. همچنین تاکنون چندین همایش برای آموزش کارکنان پزشکی در برخورد با مصدومان هسته‌ای در استان اصفهان برگزار شده است.
فعالیت‌های مرکز نظام ایمنی هسته‌ای کشور طی سال‌های ۱۳۸۴ و ۱۳۸۸ از سوی آژانس بین‌المللی انرژی اتمی مورد تأیید قرار گرفته است.
شماری از تأسیسات هسته‌ای ایران در همسایگی مناطق مسکونی قرار دارند؛ مثلاً تأسیسات فرآوری اورانیوم اصفهان در ورودی شهر اصفهان واقع است و ۳۷۱ تن هگزافلوراید اورانیوم در آن وجود دارد. در صورت حمله به این تأسیسات، دود سمی ناشی از انفجار در کمتر از یک ساعت به مرکز شهر اصفهان می‌رسد و مواد رادیواکتیو موجود در آن موجب کشته یا مجروح شدن بین هفتاد تا سیصد هزار نفر می‌شود. خسرو سمنانی، کارشناس مدیریت صنعتی زباله‌های اتمی، در پژوهشی در دانشگاه یوتا و مؤسسه امید دربارهٔ تلفات حمله احتمالی اسراییل به ایران می‌گوید «اعداد و ارقام هشدار دهنده است، فاجعه‌ای خواهد بود در مقیاس بوپال و چرنوبیل.» این تحقیق نشان می‌دهد «امدادرسانی دولت ایران در موارد اضطراری، بسیار ضعیف بوده و مثلاً در موارد وقوع بلایای طبیعی همچون زمین لرزه، آمار مرگ و میر افراد در ایران در مقایسه با کشورهایی مثل ترکیه که آمادگی بیشتری برای برخورد با بلایای طبیعی را دارند، بسیار بالاتر است. ظرفیت پذیرش بیمارستان‌ها و مراکز پزشکی برای درمان افرادی که در معرض پرتو رادیواکتیو قرار می‌گیرند بسیار اندک است؛ سیستم هشدار دهنده‌ای هم وجود ندارد که از پیش مردم را آگاه کند تا کمتر در معرض اشعه رادیواکتیو قرار گیرند. با این حساب، کشور به سرعت درگیر عواقب چنین حمله‌ای خواهد شد.» همچنین نیروگاه اتمی بوشهر در صورت تخریب خطر بسیار زیادی برای شهر بوشهر و شهرها و کشورهای منطقه خلیج فارس دارد. به گفتهٔ جمشید برزگر، تحلیلگر امور ایران در لندن، «صحبت از این مسئله خط قرمزی است که رسانه‌های داخل ایران نمی‌توانند به آن نزدیک شوند. گفتگو در این باره تضعیف روحیه مردم تلقی می‌شود.»
در فروردین ۱۴۰۰، سه روز پس از حمله و خرابکاری در برق‌رسانی کارخانهٔ غنی‌سازی اورانیوم نطنز، ایران به مدیرکل آژانس بین‌المللی انرژی اتمی گفت «چنین اقدامی در یک سایت هسته‌ای خطر نشت مواد رادیواکتیو را به همراه دارد و این مصداق تروریسم هسته‌ای است». ایران همچنین اعلام کرد که اقدام به موقع، باعث شد تا فاجعه‌ای انسانی و زیست‌محیطی پس از این حمله، روی ندهد. برخی رسانه‌ها و ایران، اسرائیل را پشت این رویداد دانستند. کمی بعد فریدون عباسی، رئیس کمیسیون انرژی مجلس شورای اسلامی گفت که در ۱۵ سال گذشته از این تاریخ، پنج «خرابکاری بزرگ» در تأسیسات اتمی نطنز رخ داده است.
در تیر ۱۴۰۰، رئیس سازمان پدافند غیرعامل اعلام کرد که این سازمان، ۵۱ شهر ایران را به دستگاه‌هایی برای رفع آلودگی‌های هسته‌ای مجهز کرده است.

## در نگاه مردم
خبرگزاری رویترز در یک گزارش بیان داشت که "پس از گذشت ۳ دهه از انقلاب ۱۳۵۷ ایران، بسیاری از ایرانیان، به‌خصوص جوانان، علاقه‌شان به انقلاب اسلامی را از دست داده‌اند اما برنامهٔ هسته‌ای کشورشان همچنان برای‌شان غرورانگیز است. برای مثال در سال ۲۰۱۳ دو نوجوان ایرانی با نام‌های آریا. زارعی و علیرضا. خسروی در زمینهٔ فیزیک هسته‌ای به رتبه‌های بین‌المللی دست یافتند.
طی یک نظرسنجی که در تابستان سال ۱۳۹۱ در وبگاه شبکه خبر صدا و سیما جمهوری اسلامی ایران انجام شد، در پاسخ به این سؤال که کدام شیوه را در قبال تحریم یکجانبه غرب ضد ایران ترجیح می‌دهند؟، ۶۳ درصد از پاسخ دهندگان خواستار توقف غنی‌سازی اورانیوم از سوی ایران در برابر لغو تدریجی تحریم‌های بین‌المللی شدند. بعدها تلویزیون ایران اعلام کرد صفحه نتایج نظر سنجی مذکور، مورد حمله اینترنتی قرار گرفته بوده است ولی مستندات این حمله و چگونگی وقوع آن را منتشر نکرد. همچنین در خصوص علت تأخیر در اعلام خبر حمله اینترنتی نیز نکته‌ای بیان نشد.
خبرگزاری اسرائیلی اورشلیم پست اما با استناد به یک نظرسنجی بیان داشت که «با وجود تحریم‌ها ایرانیان از برنامه هسته‌ای کشورشان حمایت می‌کنند.» طبق این نظرسنجی. در برابر این پرسش که آیای ایران باید به توسعه فعالیت‌های هسته‌ای ادامه دهد یا خیر، ۶۳ درصد پاسخ مثبت، ۱۷ درصد پاسخ منفی داده و ۱۹ درصد هم از پاسخ به این پرسش خودداری کرده‌اند.